# Iran
Iran (persiska: ایران; Irān, från ir ”arierna[s]” och ān ”land, rike”), sedan 1979 formellt Islamiska republiken Iran, är ett land i västra Asien. Persien var det officiella namnet fram till 1935.
Irans statsskick är republik och enhetsstat och författningen säger att statschefen skall vara en religiös ledare. Majoriteten av iranierna är shiamuslimer och islams lagar, sharia, utgör i dag grunden för den iranska lagstiftningen och de religiösa domstolarna. Landets statschef och religiöse ledare är sedan 1989 ayatolla Ali Khamenei. Iran är hemvist för en av världens äldsta kontinuerliga civilisationer. 
Landet brukar placeras i olika geografiska delområden beroende på sammanhang (geografiskt, kulturellt, ekonomiskt, statistiskt och liknande) såsom omväxlande Främre Orienten, Mellanöstern, Sydasien, Sydvästasien och Västasien. Namnet Iran togs i bruk inhemskt under sasanidernas era före den arabisk-muslimska invasionen omkring år 650 och har använts internationellt sedan 1935. Innan var landet känt för västvärlden som Persien efter den viktiga regionen Pars eller Fars. Både Iran och Persien används omväxlande i kulturella sammanhang medan Iran är det namn som används officiellt i politiska sammanhang.
Iran har en folkmängd på drygt 90 miljoner människor och är det nittonde största landet i världen till ytan med 1 648 195 km². Iran är ett land av geostrategisk betydelse på grund av sitt läge i Mellanöstern och centrala Eurasien. Iran gränsar till Armenien, Azerbajdzjan och Turkmenistan i norr. Landet har även en kuststräcka utmed världens största insjö, Kaspiska havet. Kazakstan och Ryssland är därigenom även Irans grannstater i norr. Iran gränsar till Afghanistan och Pakistan i öster, Persiska viken och Omanbukten i söder, Irak (delvis den autonoma Regionen Kurdistan) i väster och Turkiet i nordväst. Teheran är Irans huvudstad och största stad samt centrum för landets industriella, kommersiella, finansiella och kulturella liv. Iran är en regional stormakt och har en viktig ställning i den internationella energisäkerheten och världsekonomin som ett resultat av landets stora reserver av petroleum och naturgas.
Iran är hemvist för en av världens äldsta kontinuerliga civilisationer. Den första iranska dynastin bildades 2800 f.Kr. under kungadömet Elam. De iranska mederna enade Iran under ett imperium 625 f.Kr. Landet upplevde en glansperiod under det persiska akemeniderriket då Iran var världens ledande stormakt. De efterträddes av det hellenska seleukiderriket och två efterföljande iranska imperier, partherna och sasaniderna som åter gjorde Iran till en stormakt i Asien. Under sasaniderna blomstrade musik, konst och astronomi och läkarvetenskap i städerna Bishapur och Gundishapur och kung Khusrov I förblev en modell för det goda styret ända fram till modern tid. På 600-talets mitt skedde den arabiska invasionen och under medeltiden utvidgade iranska dynastier och imperier det persiska språket och kulturen över hela det iranska höglandet. Tidiga iranska dynastier som på nytt hävdade Irans självständighet innefattar tahiriderna, saffariderna, samaniderna och buyiderna. Grunderna till den moderna nationalstaten Iran lades under safaviderna.
Religionerna zoroastrism, manikeism och bahá'í har alla sitt ursprung i Iran. Zoroastrismen grundades av Zarathustra, vars tänkande är grundval för iransk filosofi.
Blomstringen av persisk litteratur, filosofi, medicin, astronomi, matematik och konst blev viktiga inslag i den medeltida iranska civilisationen. Den utvecklingen började under saffaridernas och samanidernas tid. Den iranska identiteten fortsatte att existera trots utländskt styre under de följande århundradena och den persiska kulturen gav avtryck på de turkiska ghaznaviderna och  seldjukerna samt på de mongoliska ilkhanerna och tatariska timuriderna. En vändpunkt i Irans historia var uppkomsten av den safavidiska dynastin 1501 – som införde tolvorna islam som officiell religion i sitt imperium. Den konstitutionella revolutionen etablerade Mellanösterns första moderna konstitution och parlament år 1906 som en del av konstitutionell monarki. Iran genomgick en omfattande industrialisering under Pahlavidynastin som skapade det moderna Iran. Landet blev officiellt en islamisk republik den 1 april 1979 efter den iranska revolutionen ledd av ayatollah Ruhollah Khomeini.
Iran är en av grundarna av FN, NAM, IKO och OPEC. Det politiska systemet i Iran, baserat på 1979 års Islamiska republiken Irans konstitution, omfattar flera intrikata styrande statsorgan. Irans högsta maktinstans är den högsta ledaren. Islam är den officiella religionen och persiska är det officiella språket.
Iran är ett land med många etniska och språkliga grupper men majoriteten av invånarna är perser. Azerer, balucher, kurder, araber, armenier och lurer hör till minoritetsgrupperna. Perserna är spridda över hela landet medan azerer och kurder mestadels finns i nordväst, balucher i sydost, lurer i väst och araber i sydväst och turkmener i nordost.

## Historia

### Förhistoria
De iransktalande folken har sitt ursprung på den pontisk-kaspiska stäppen och invandrade till det land som blev uppkallat efter dem före 900-talet f.Kr. Den förste iraniern som känd vid namn är filosofen och diktaren Zarathustra som levde ca 1500 f.Kr.
Den äldsta kända källan som omnämner perserna är en assyrisk inskription från c:a 844 f.Kr., som omnämner dem som Parsu (Parsuash, Parsumash), bosatta i området kring sjön Urmia tillsammans med en annan folkgrupp, Mādāyu (meder). Under de följande 200 åren var perserna och mederna tidvis tributskyldiga till assyrierna. Området Parsuash annekterades av Sargon av Assyrien omkring 719 f.Kr. Så småningom kom mederna (latin: Media; kurdiska; Mad, Medya) att härska över ett självständigt mediskt rike kallat Medien och perserna blev undersåtar till dem.
Akemeniderna var de första att skapa en centraliserad stat i Persien, grundad av Akaimenes (Hakhamanish), persernas hövding omkring 700 f.Kr.
Omkring 653 f.Kr. hamnade mederna under skyternas styre och Teispes, som var son till Akaimenes, verkar ha lett de nomadiska perserna att slå sig ner i södra Iran vid denna tid och så småningom grunda den första organiserade persiska staten i det viktiga området Anshan när det elamitiska kungariket permanent krossades av den assyriske härskaren Ashurbanipal (640 f.Kr.). Provinsen Anshan och dess efterföljare fortsatte att använda elamitiska som officiellt språk ganska länge efter detta även om de nya dynastierna talade det indoeuropeiska språket persiska. Teispes ättlingar kan ha förgrenat sig i två dynastier, varav en härskade i Anshan, medan den andra styrde resten av Persien. Kyros II den store enade de båda rikena omkring 559 f.Kr. Vid denna tid var perserna fortfarande tributskyldiga till det mediska riket under Astyages.

### Persiska riket

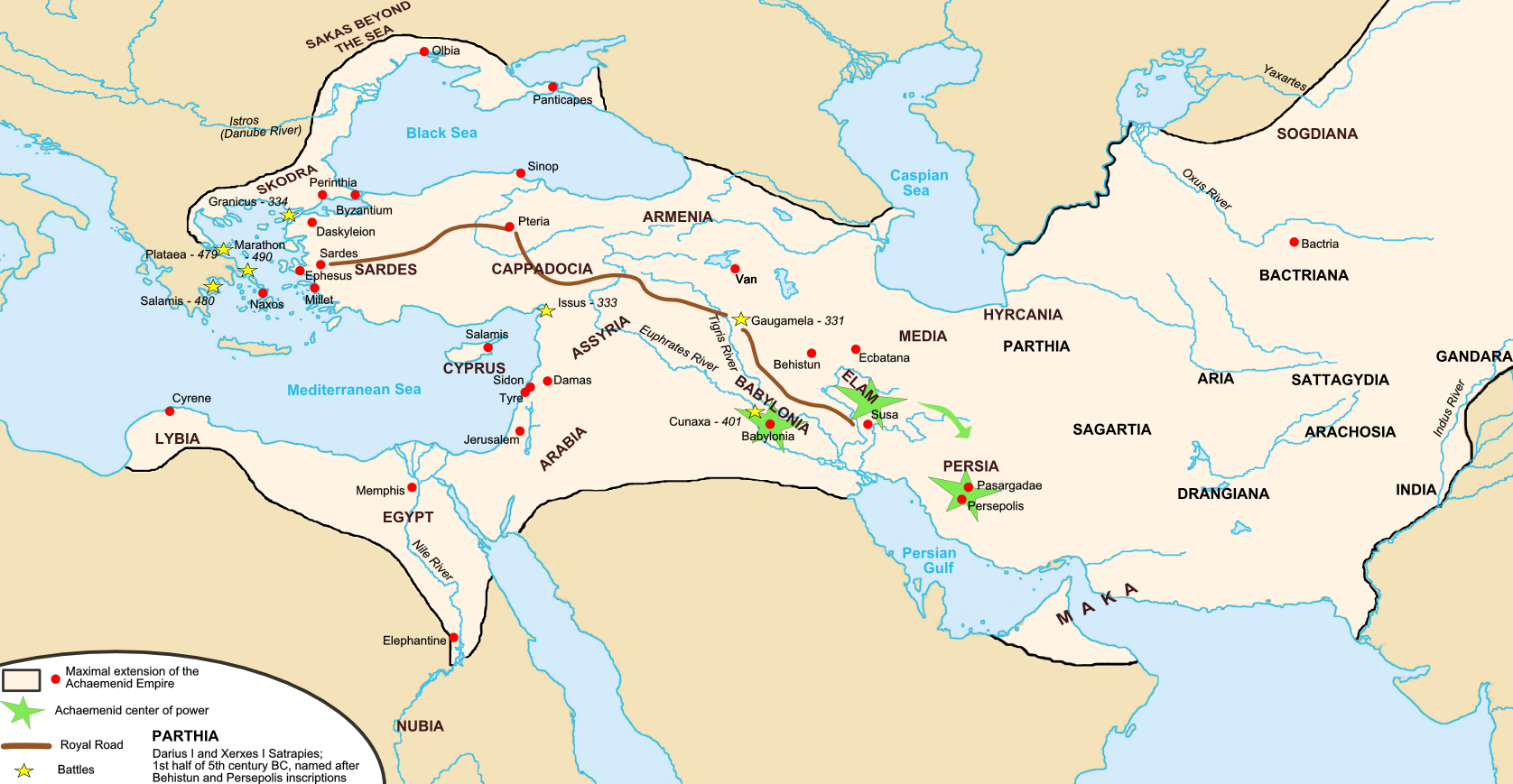
Persiska rikets utbredning under Dareios och Xerxes I.

Innan det storpersiska rikets födelse var mederna den politiskt och kulturellt dominerande makten i norra Iran och när Kyros gjorde sitt framträdande på 500-talet f.Kr. var perserna i söder - grunden för det som skulle bli det persiska imperiet - medernas vasaller. Kyros den store enade dessa två indo-iranska folkstammar och störtade medernas siste härskare Astyages. Han var Irans förste shah och räknas som grundare av det persiska riket. Han författade även historiens första urkund om mänskliga fri- och rättigheter (Kyros cylinder). Dynastin kom att kallas akemenidernas efter Kyros förfader Akaemenes. Imperiet erövrade allt land från Indusdalen till nuvarande Bulgarien.
Kyros II samlade perserna och 550 f.Kr. besegrade de Astyages styrkor varpå denne fängslades av sina egna adelsmän och utlämnades till den triumferande Kyros II, som nu var kung över det enade persiska riket. Då Persien övertog kontrollen över resten av Medien och dess provinser ledde Kyros de enade perserna och mederna i ytterligare erövringar. Han intog Lydien i Mindre Asien och förde sina arméer österut till Sogdien i Centralasien. Slutligen kunde Kyros 539 f.Kr. i triumf marschera in i den gamla staden Babylon. Efter denna seger blev han urtypen för en mild erövrare genom att utfärda Kyroscylindern: världens första deklaration om mänskliga rättigheter. Kyros dödades 530 f.Kr. under ett slag mot massageterna eller sakerna.
Kyros son Kambyses II annekterade Egypten till Akemeniderriket. Det nådde sedan sin största utbredning under Dareios I. Han ledde arméer till Indus floddal och till Thrakien i Europa. En straffexpedition mot Grekland stoppades genom slaget vid Marathon 490 f.Kr. Hans son Xerxes I försökte också kuva grekerna och besegrade dem i slaget vid Thermopyle 480 f.Kr. men blev själv besegrad i slaget vid Plataiai året därpå.
Akemenidernas rike var det största och mest framgångsrika världen dittills hade skådat. Viktigare var dock att det var välorganiserat och effektivt styrt. Dareios den store delade in sitt rike i 23 satrapdömen (provinser) övervakade av satraper, eller guvernörer, av vilka många hade personliga band till shahen. Han införde också systematisk beskattning för att få in skatt från varje provins. Dessutom övertog han Kyros II:s avancerade postdistributionssystem och utökade det. En sak som övertogs från assyrierna var användandet av hemliga agenter, kända som Kungens ögon och öron, vilka höll honom informerad.
Dareios den store förbättrade den berömda Kungsvägen och andra gamla handelsvägar, varigenom avlägsna delar av riket sammanbands. Det kan också ha varit han som flyttade landets administrativa centrum från Parsa (Fars) till Susa, nära Babylon och närmare rikets centrum. Perserna lät lokala kulturer fortleva enligt Kyros den stores modell. Detta var inte enbart bra för rikets undersåtar, utan tjänade i slutändan också akemeniderna, eftersom folken i riket då inte kände något behov av att göra uppror mot det persiska styret. Den akemenidiska politiken präglades av kosmopolitism och mångkultur på olika områden.

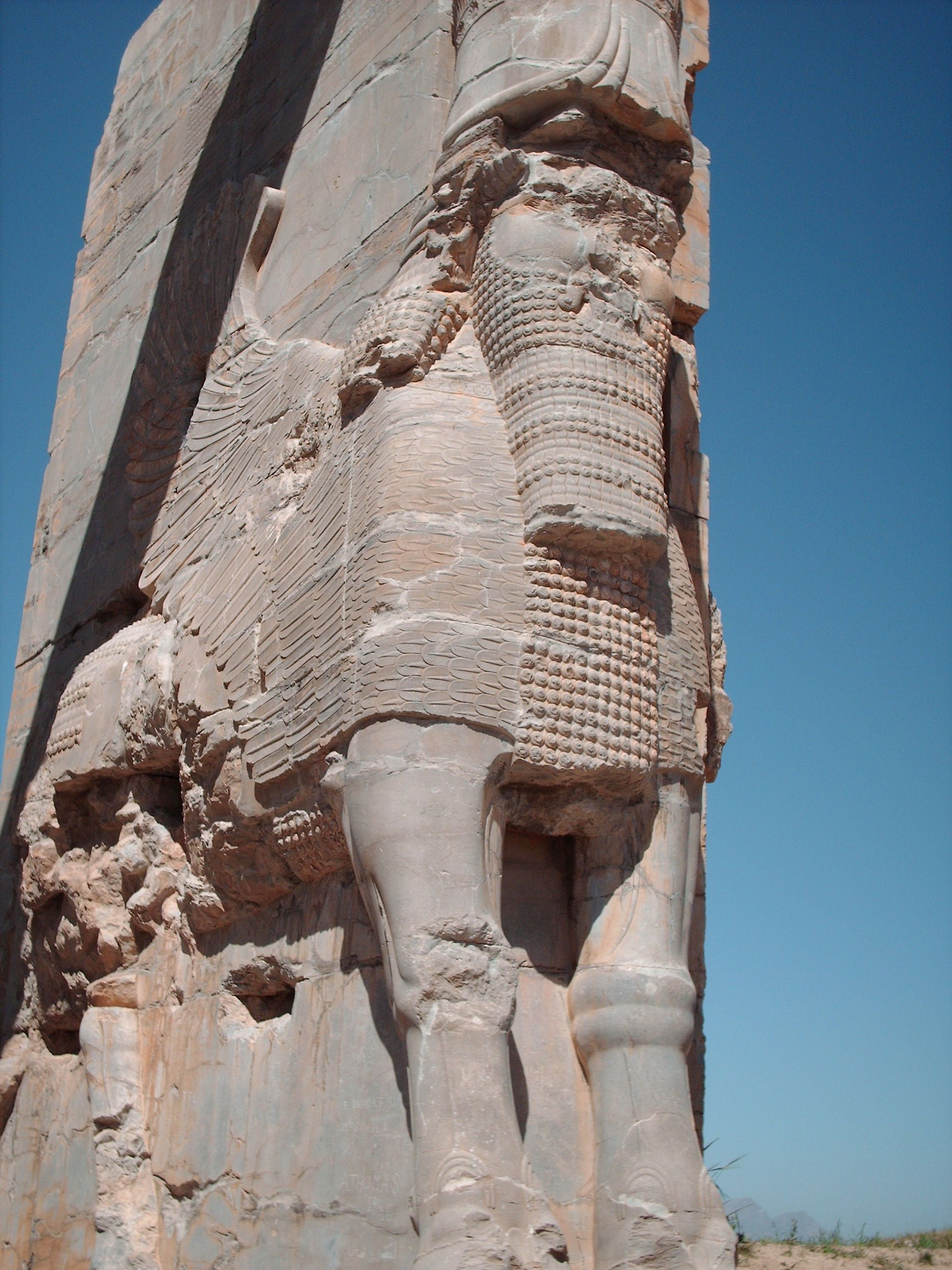
Den kungliga residensstaden Persepolis. Tjur med människohuvud (Lamassu) i Mesopotamisk stil.

Under Artaxerxes I gjorde zoroastrismen sitt inträde i perserriket. Akemeniderna krossades slutgiltigen av Alexander den store år 330 f.Kr. Efter hans död grep den makedonske generalen Seleukos I makten i Persien och grundade det seleukidiska imperiet. Detta styrde under sin kulmen över ett lapptäcke av diverse folkslag från Bulgarien till Pakistan men krympte under trycket från romarna i väster och partherna i öster.
Under 100-talet f.Kr. förlorade de makedonska kungarna sitt inflytande i Persien, och de östiranska partherna (arsakiderna) kom att bli den dominerande makten. Dessa utmanades av romarna som erövrade huvudstaden Ktesifon i nuvarande Irak ett flertal gånger från och med Trajanus regeringstid och som år 116 lyckades tränga sig fram till den gamla akemenidiska huvudstaden Susa i nuvarande Iran.
Under 200-talet e.Kr. störtades de helleniserade arsakiderna av de nationalistiska sassaniderna, och med en ny centraliserad förvaltning återgick Persien till de gammalakemenidiska traditionerna. Zoroastrismen, som sedan Kyros tid varit dominant, blev absolut statsreligion.
Några välkända, forntida platser, som haft stor betydelse i Irans och Persiens historia är:
- Persepolis
- Pasargad
- Susa
- Takht-e Soleyman

### Medeltiden och framåt
Under 600-talet invaderas Persien av arabiska beduinstammar och landet underställdes det muslimska Umayyadiska kalifatet. Araberna islamiserade landet och förbjöd persiska språket att användas i statsförvaltningen under 200 år. De arabiska kalifaten, umayyader och därefter abbasider stod sig tills 900-talet då buiderna tog makten och avsatte kalifen i Bagdad. Iran styrdes av inhemska kungahus (buider, ziyarider, tahirider, saffarider, samanider) och turkiska dynastier (ghaznavider, seljuker) fram till 1253 då mongolerna erövrade Iran under ledning av Khubilai khans bror Hülegü. Bagdad raserades 1258 och Hülegüs ättlingar (ilkhanerna) grundade det federativa kungadömet Ilkhanens rike, formellt underställt storkhanen i Kina. Riket gick under på 1300-talet, återupprättades av den mongoliskinspirerade turken Timur Lenk för att sedan åter falla samman efter hans död omkring år 1400.

#### Safavider och qajarer
Runt år 1500 upprättades det safavidiska riket av ledaren Ismail I (även känd som Ismael), som hade sin bakgrund som ledare för en shiamuslimsk dervischorden. Under Ismails tid blev den shiitiska varianten av islam statsreligion och det safavidiska riket utvecklades till en teokrati med turkmener som styrande etnisk grupp. Safaviderna växte i makt fram till runt år 1600, då det nådde sin kulmen. Under början av 1700-talet minskade det safavidiska rikets makt och olika turkiska grupper ockuperade delar av Persien. Utvecklingen vändes under Nadir Shahs styre 1736-1747. Då besegrades de grupper som ockuperat delar av riket och Persien invaderade områden som kontrollerades av Mogulriket i norra Indien.
Den politiska situationen i Iran blev väldigt instabil när Nadir Shah avled 1747 med ett politiskt tumult som pågick fram till slutet av 1700-talet. Situationen stabiliserades 1796 när ledaren för qajarstammen utropade sig till shah (kung). Under ett flertal shaher frodades korruption och landets tillgångar sågs som shahens personliga egendomar, något som ledde till misskötsel av landet och administrationen. Även militären påverkades av korruptionen, något som ledde till intresse från stormakter i närområdet. Särskilt Ryssland visade ett stort intresse för Persien och annekterade delar av landet.
Det persiska områdets östra del blev 1747 en självständig stat som så småningom fick namnet Afghanistan. På 1800-talet blev Indien, inklusive nuvarande Pakistan, en brittisk koloni och Afghanistan blev brittiskt protektorat, men Persien behöll sin självständighet.

### Modern tid

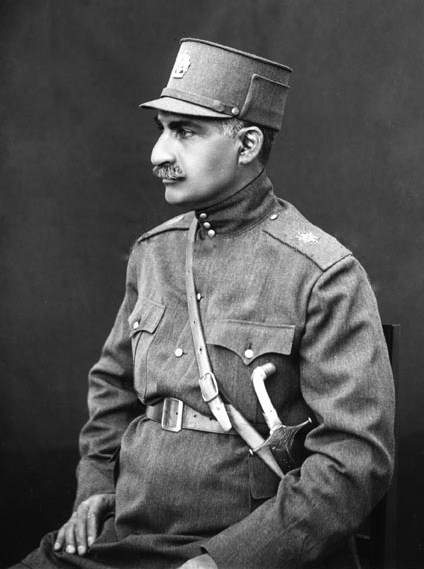
Reza Shah Pahlavi, shah av Iran 1926–1941.

Iran upplevde två stora revolutioner under 1900-talet. Den första revolutionen, den så kallade konstitutionella (enqelab-e mashruteh) revolutionen skedde 1906–1907 och har haft en avgörande roll för resten av seklet. Den andra revolutionen är den så kallade islamiska revolutionen 1979, ett folkligt uppror med stark antiimperialistisk paroll.
Den konstitutionella revolutionen orsakades åtminstone delvis av missnöje med hur landets ekonomi sköttes. För att bibehålla sin självständighet skuldsatte Iran sig och började sälja ut naturresurser för att få tillgång till kortsiktiga finanser. Revolutionen resulterade i att Iran fick Mellanösterns första moderna demokratiska konstitution.[källa behövs] Den styrande regenten Muzaffar al-din Shah Qajar gav efter för konstitutionalisternas krav och instiftade ett parlament: majlis. Kort därefter, 1907 till 1911, utkämpades en strid mellan efterföljaren Mohammad-Ali Shah Qajar som hade starkt stöd av Kejsardömet Ryssland och Storbritannien å ena sidan och konstitutionalisterna å andra sidan. Shahen gick segrande ur denna strid men konstitutionen stod fast.
I praktiken kom dock konstitutionen inte att tillämpas av Qajar-dynastin. Men många av de ideal som konstitutionen eftersträvade förverkligades under Pahlavidynastin, med Reza Shah Pahlavi, som ledde landet från 1925 fram till 1941. Han genomförde en rad moderniseringsreformer i Iran, centraliserade administrationen och införde sekularism. Under nazismens framtåg började Reza Shah alltmer motsätta sig britternas dominans. Han krävde att landet framöver kallades Iran (Ariernas land) istället för Persien från 21 mars 1935. När Storbritannien skulle placera trupper i Khuzestan-provinsen protesterade han, vilket ledde till att Storbritannien tillsammans med Sovjetunionen ockuperade landet och tvingade bort Reza Shah samt ersatte honom med hans son Mohammad Reza Shah Pahlavi.

#### Statskuppen i Iran 1953

Hassan Ali Mansur, Irans premiärminister och partiledare för Iran Novin i början av 1960-talet.

I enlighet med den iranska konstitutionen från 1906 ansvarade shah Mohammad Reza Pahlavi 1951 för att utnämna parlamentets premiärministerkandidat, Mohammad Mossadegh, till premiärminister. Mossadeghs regering genomförde det parlamentet tidigare fattat beslut om, att nationalisera oljan. Nationalisering och expropriering av oljefält och oljeraffinaderier ledde till Abadankrisen. Storbritannien kände sina oljeintressen hotade och bad USA om hjälp. CIA och MI6 initierade en statskupp som av CIA kallades Operation Ajax. Man spred anti-Mosaddegh-historier i tidningar och organiserade anti-Mosaddeghdemonstrationer. Samtidigt stödde man rojalister och övertalade Irans militär, delvis med hjälp av hot och mutor, att starta en statskupp som genomfördes den 19 augusti 1953 av konservativa politiker och mullor med stöd av landets armé. Mossadegh störtades och Mohammad Reza Pahlavi återvände till Iran från sin kortvariga exil i Italien. Som tack för den amerikanska hjälpen upplät han över 40 procent av Irans oljefält till amerikanska företag. Inte förrän år 2013 erkände CIA sin medverkan i kuppen.

#### Islamistisk terror och den vita revolutionen
Under 1950- och 1960-talet skedde flera mord på framstående politiker och islamkritiska författare i Iran som utfördes av den islamistiska terrororganisationen Fedayan-e eslam. 1965 mördades landets premiärminister Hasan Ali Mansur vid entrén till landets parlament (majles).
På 1960-talet genomförde Mohammad Reza Pahlavi den oblodiga vita revolutionen som innebar en modernisering av det iranska samhället med övergång till modern kapitalistisk industri. Kvinnor fick rösträtt och familjepolitiken blev mer progressiv. En jordreform genomfördes som gav bönderna ägandet över jorden. Iran blickade mot sitt antika förflutna och den kejserliga persiska kalendern infördes under nästa årtionde.

#### Shahen störtas

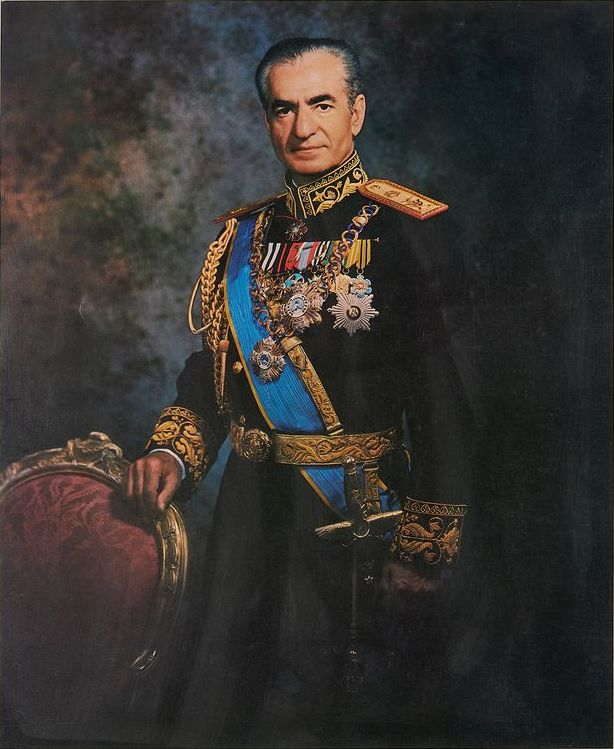
Ett porträtt av Mohammad Reza Pahlavi.

Iran upplevde under 1970-talet en ekonomisk högkonjunktur vilket ledde till att allt fler fick tillgång till högre utbildning och blev samhällsmedvetna. Den politiskt engagerade medelklassen framförde krav på politiska reformer. De traditionella klassen i samhället var inte inkluderad i statens ekonomiska reformer och i stället gynnades medelklassen och överklassen. Därför stärktes en allians mellan mullorna och den traditionella köpmannaklassen (bâzâri) i städerna som ingick en ohelig allians med den vänsterorienterade oppositionen. Den iranska revolutionens centrala paroll var inte demokrati utan antiimperialism och social rättvisa.
I revolutionens första fas störtades shahen i ett blodigt uppror och i den andra fasen föll alliansen samman och Hizbollah ("Guds parti") konsoliderade sin makt genom att förbjuda andra partier. Den samlande personligheten bland de religiösa var den landsförvisade Ayatollah Khomeini som sedan 1978 vistades i Paris. Sedan shahen avsatts och lämnat Iran i januari 1979 återvände Khomeini till Iran den 1 februari som revolutionens ledare.

#### Islamisk republik

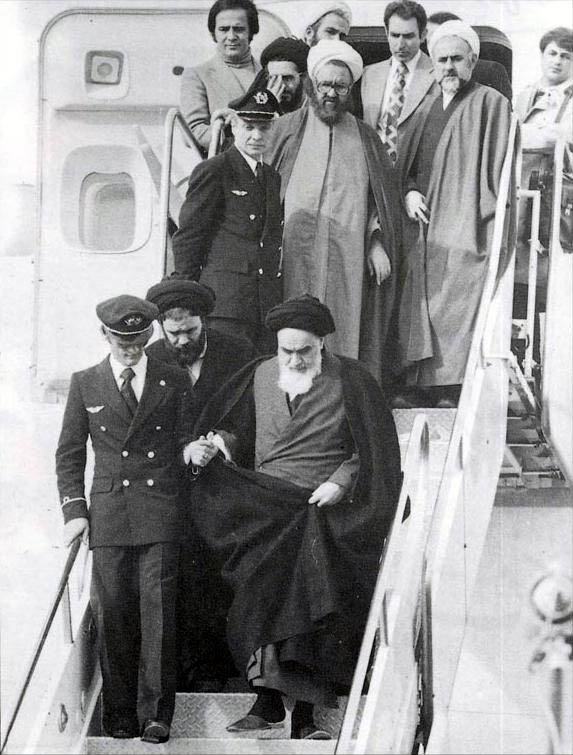
Ayatolla Khomeini återvänder till Iran efter 14 års exil den 1 februari 1979.

Den 1 april 1979 förverkligade Khomeini sin dröm. Under hans auktoritära ledning infördes en strikt fundamentalistisk islamisk republik, en teokrati. Revolutionen följdes av hårda förföljelser på intellektuella och oliktänkande som kulminerade under den så kallade kulturella revolutionen på 1980-talet. Miljoner välutbildade iranier har lämnat landet som en konsekvens av socialt och politiskt förtryck.

### Iran efter revolutionen

#### Stormande av USA:s ambassad
Förhållandet till USA blev mycket spänt sedan iranska studenter i november 1979 ockuperade USA:s ambassad i Teheran. De tog omkring 50 personer som gisslan och krävde att USA skulle utlämna den avsatte shahen som hade dömts till döden i sin frånvaro. USA svarade med att spärra alla iranska tillgångar i USA och stoppa oljeimporten från Iran. Diplomatiska och ett militärt försök gjordes för att befria gisslan utan att lyckas. I juli 1980 avled den förre shahen i Kairo till följd av cancer men detta ändrade inte situationen för gisslan som frisläpptes först i januari 1981. Gisslantagandet var bland annat en orsak till president Carters valnederlag i USA 1980. Iran och USA har sedan dess inte haft diplomatiska kontakter.

#### Iran–Irak-kriget
Iran hade i många år ett ansträngt förhållande till Irak, men detta förbättrades under shahtidens sista år. Under 1980 uppstod militära sammanstötningar utmed gränsen och på hösten samma år utvecklade sig konflikten till öppet krig, Iran–Irak-kriget, som varade från september 1980 till augusti 1988.
Motsättningar i juni 1981 mellan president Abolhassan Banisadr och extremister inom islamiska republikansk partiet (IRP) fick till följd att presidenten avsattes och ledarskiktet runt Khomeini försvagades. Vid ett bombattentat dödades 74 framträdande politiker och den nye presidenten och hans statsminister omkom vid ett annat attentat. Hela den militära högsta ledningen dödades när deras flygplan störtade. I oktober 1981 blev generalsekreteraren i IRP, Ali Khamenei, vald till president.
Den revolutionära terrorn nådde sin höjdpunkt under 1981/1982. Dessutom uppstod internationella reaktioner mot att regimen använde sig av barn som soldater och kanonmat i kriget mot Irak.

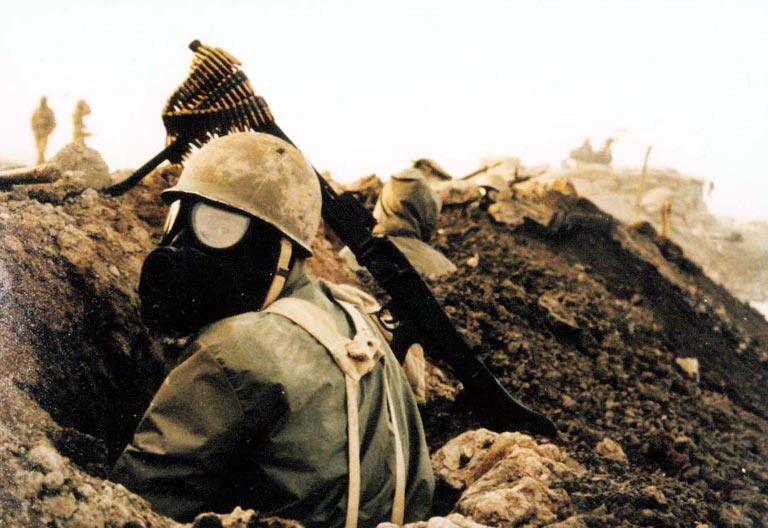
En iransk soldat bär på gasmask under Iran-Irak-kriget.

Kriget mot Irak fortsatte och utvidgades även till att omfatta angrepp på neutrala fartyg i Persiska viken. Detta ledde till skärpt konflikt med USA som bland annat gjorde att ett amerikanskt krigsfartyg sköt ned ett civilt iranskt passagerarflygplan 1988. Diplomatisk aktivitet ledde till vapenvila i augusti 1988 med efterföljande fredsförhandlingar i Genève. Ett fredsavtal undertecknades först 1990 men vapenvilan övervakades av en FN-styrka. Kriget hade fört med sig stort mänskligt lidande och materiella skador, bland annat hade Irak 1986 använt kemiska vapen mot Iran. Dessutom ödelade kriget Irans ekonomi genom att oljeexporten avstannat vilket gjorde att utlandsskulden ökade dramatiskt.

### Efter Khomeini
Khomeini avled sommaren 1989 och president Khamenei utsågs till ny statschef och religiös ledare. Ny president blev Ali Akbar Hashemi Rafsanjani, tidigare talman i parlamentet, som blev omvald 1993 och satt på presidentposten till 1997. Under sin tid som president lade Rafsanjani fokus på ekonomiska reformer och att förbättra relationerna till länder i väst. Rafsanjanis reformer hindrades eller försvagades, både av parlamentet och Väktarrådet. Vid valet 1997 efterträddes Rafsanjani av Mohammad Khatami, som hade en bakgrund i utbildningsväsendet och i kulturvärlden. Khatami uppgav att han hade som mål att öppna upp och demokratisera det iranska samhället, något som hindrades av konservativa och ortodoxt religiösa grupper. I juni 2001 valdes Khatami på nytt, då med 77 % av rösterna. Khatami omvaldes i juni 2001. 2005 valdes den konservative Mahmoud Ahmadinejad till president. Politiskt laddade frågor under denna period var den iranska kritiken av Israel och USA, inte minst av Ahmadinejad, och den heta debatten om Irans kärnkraftsprogram.

## Geografi

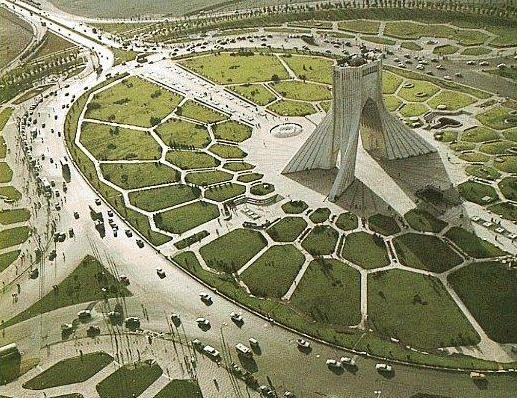
Azaditorget och Azaditornet (Shahyad), uppfört 1971 i samband med den persiska monarkins 2500-årsjubileum.

### Topografi
Iran är beläget på en högplatå med stäpper och utloppslösa sjöar eller saltträsk, i norr och väster bergskedjor. Även den inre platån genomkorsas av bergskedjor (70 procent av Irans yta upptas av bergskedjor). Den varierande geografin ger en mycket diversifierad väderlek med heta somrar och kalla vintrar i olika delar av landet.

### Hydrografi
Karun är Irans viktigaste flod, som rinner upp i centrala Zagros och förenas med floden Arvand som rinner genom staden Khorramshahr. Karun som flyter över en bred, uppslammad slätt är Irans enda seglingsbara flod och är trafikerbar fram till staden Ahvaz. Kercha är en annan  viktig flod, som rinner upp i västra Zagros och rinner ner mot den breda slätten i västra delen av provinsen Khuzestan. Uppdammas av Iran. Rinner ut mot Irak och bildar där säsongsvis stora träskmarker i gränsområdena mellan Iran och Irak.
Zayandehrud är en viktig flod för centrala Iran, särskilt Esfahan-provinsen. Det enda stora vattendrag i Iran som mynnar ut i den centrala delen av Iran.  Har sitt upprinningsområde i centrala Zagros och rinner genom Esfahan innan den når träsk/saltslätter öster om Esfahan. Genom tunnlar avleds en del av vattnet från Karuns källa till Zayandehrud.
Arvand är det persiska namnet på Shatt al-Arab. Arvand är en gränsflod mellan Iran och Irak. Atrak behåller sitt flöde hela året och mynnar i Kaspiska havet. I nordöst och rinner upp i Koppeh Dagh och mynnar ut i östra sidan.
Sefidrud behåller sitt flöde hela året och mynnar i Kaspiska havet. Bryter igenom bergskedjan Alborz och rinner ut i provinsen Gilan och slutligen i Kaspiska Havet. Aras är en gränsflod i nordvästra Iran till Armenien och Azerbajdzjan. Behåller sitt flöde hela året och flyter in i Azerbajdzjan innan den mynnar ut i Kaspiska havet. Andra floder i Iran tenderar att torka ut under sommaren och vattnet flödar bara periodvis. Qanats, eller långa underjordiska vattentunnlar, används ofta för att leda vatten från bergen till högplatån.

Bildgalleri
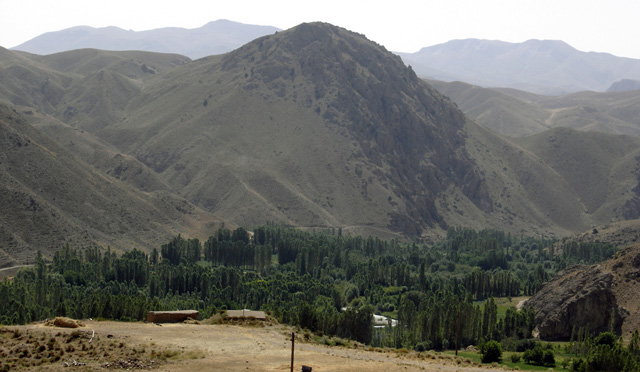
Bergskedjan Elburz, nära Firuzkuh.
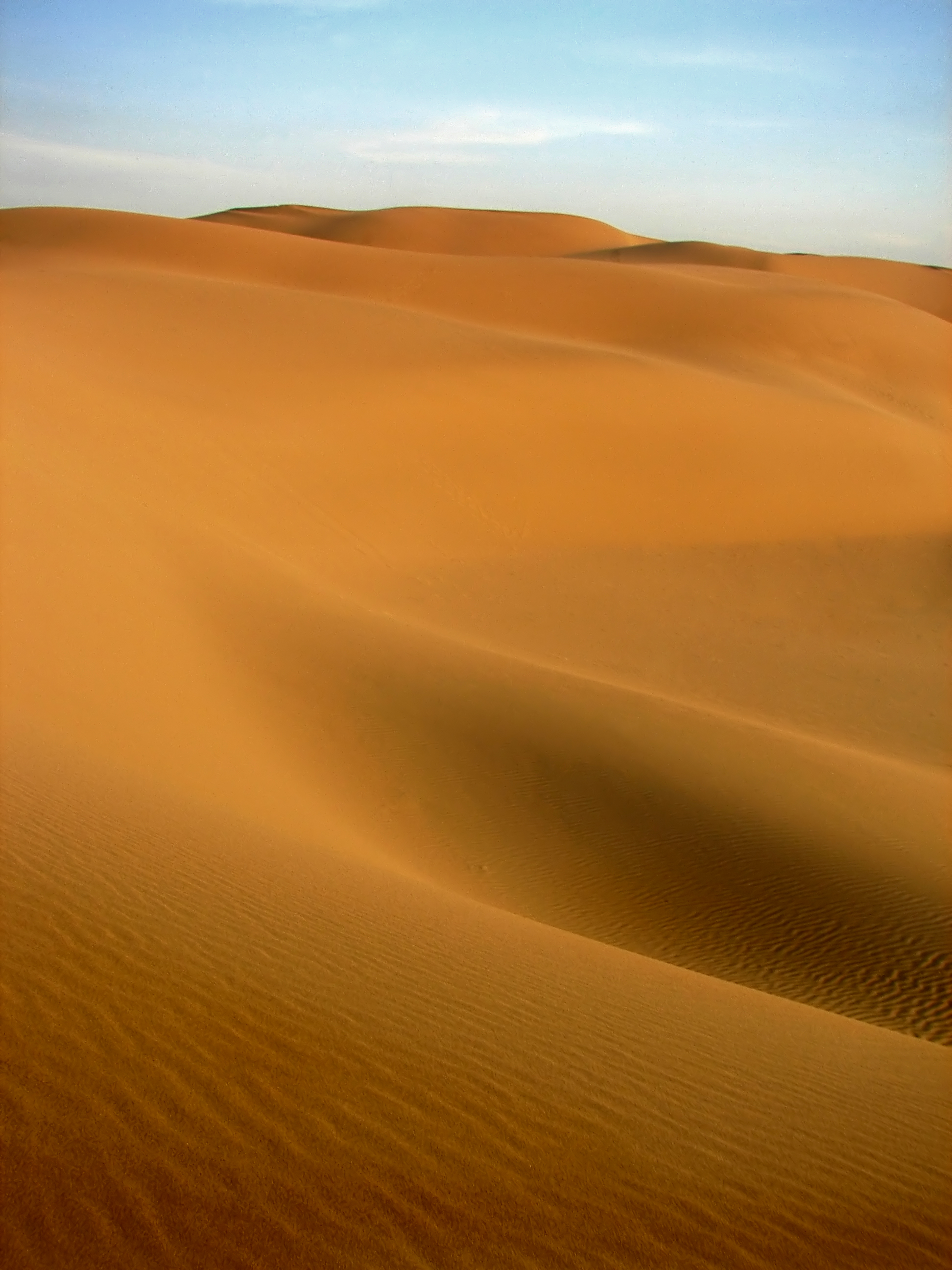
Maranjab, ett område i öknen Dasht-e Kavir.
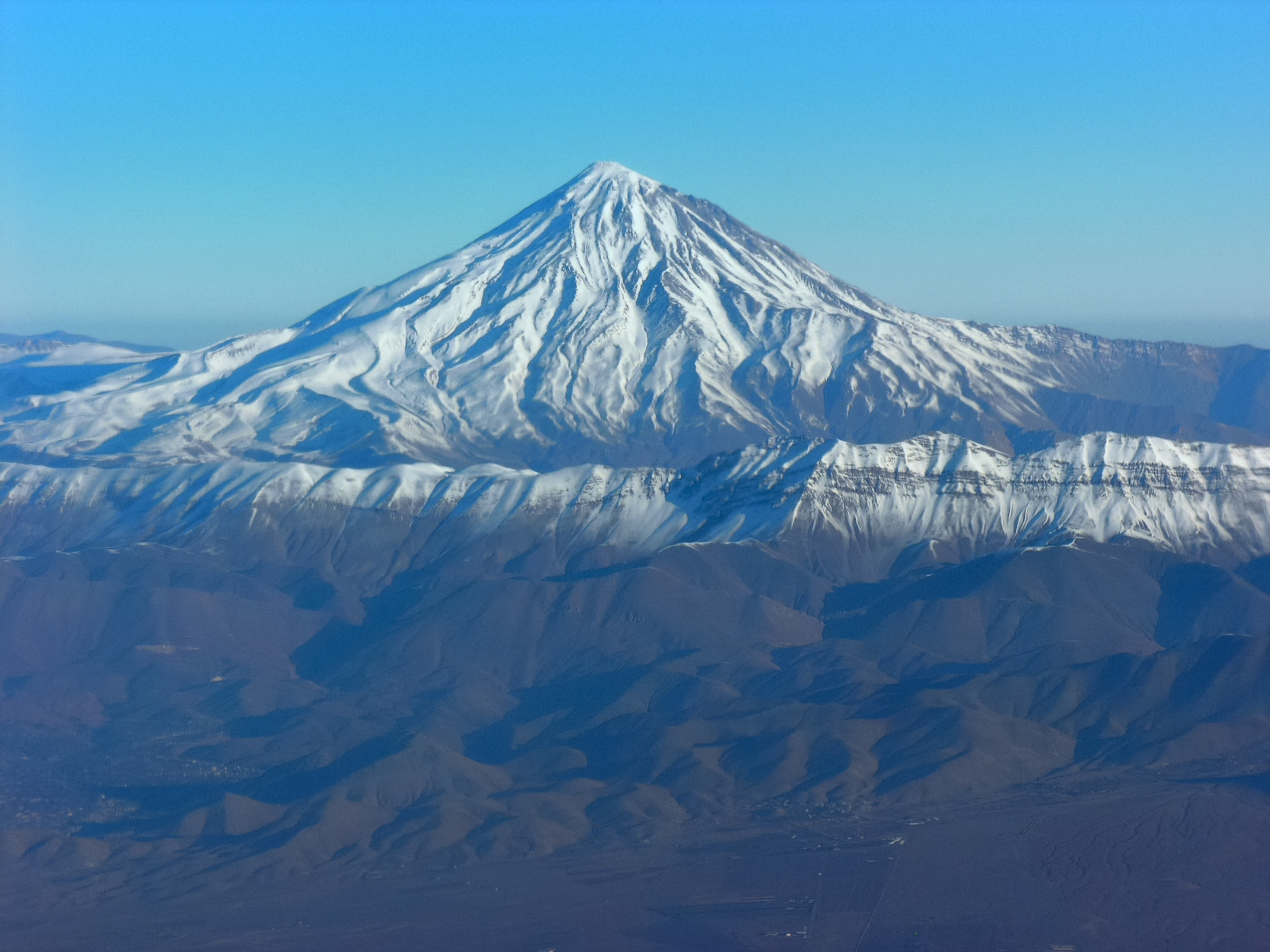
Flygfoto över Demavend.
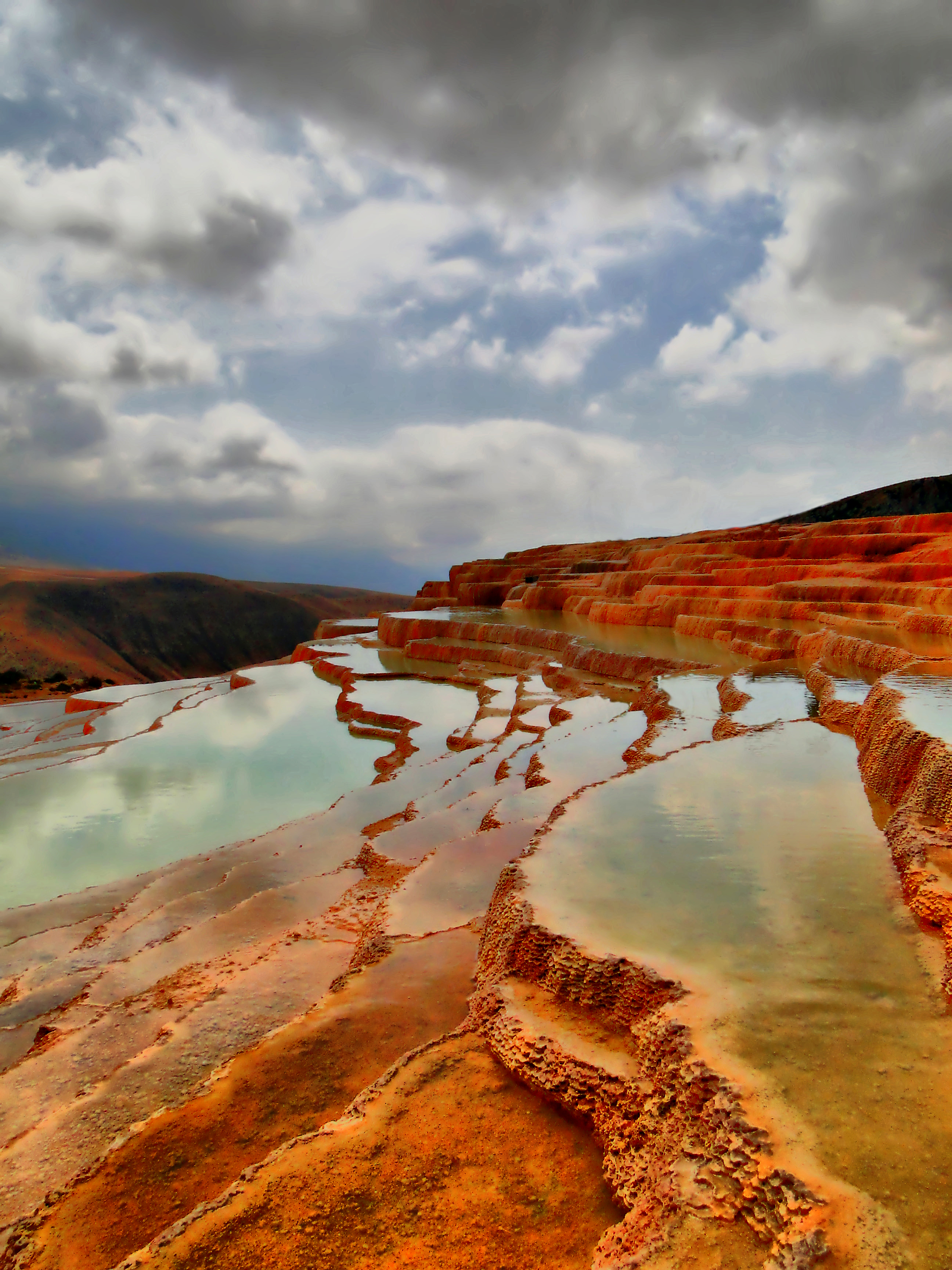
Badab-e Surt, ett område i provinsen Mazandaran.
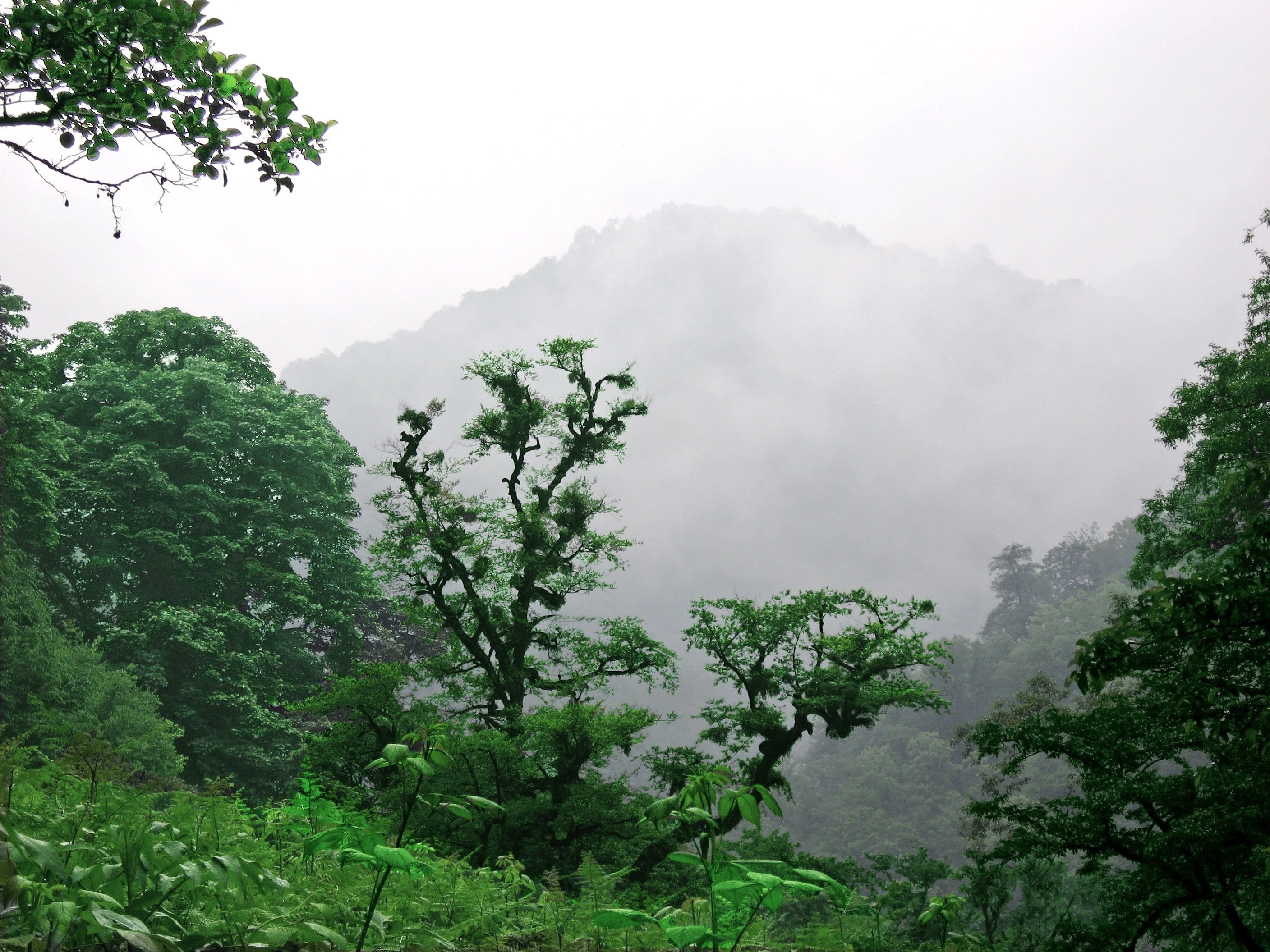
Regnskog i provinsen Gilan.
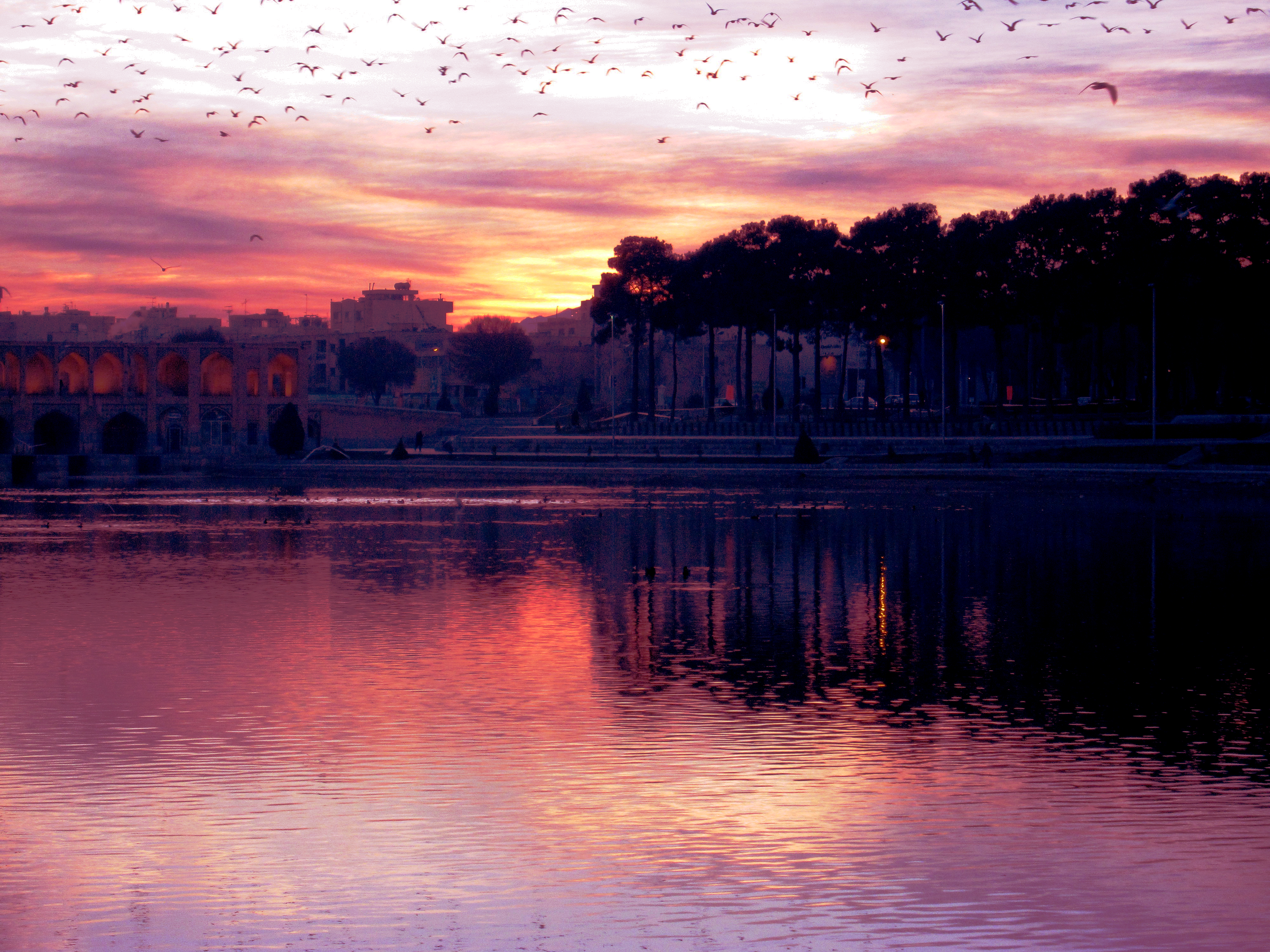
Khajubron över floden Zayanderud i Esfahan.
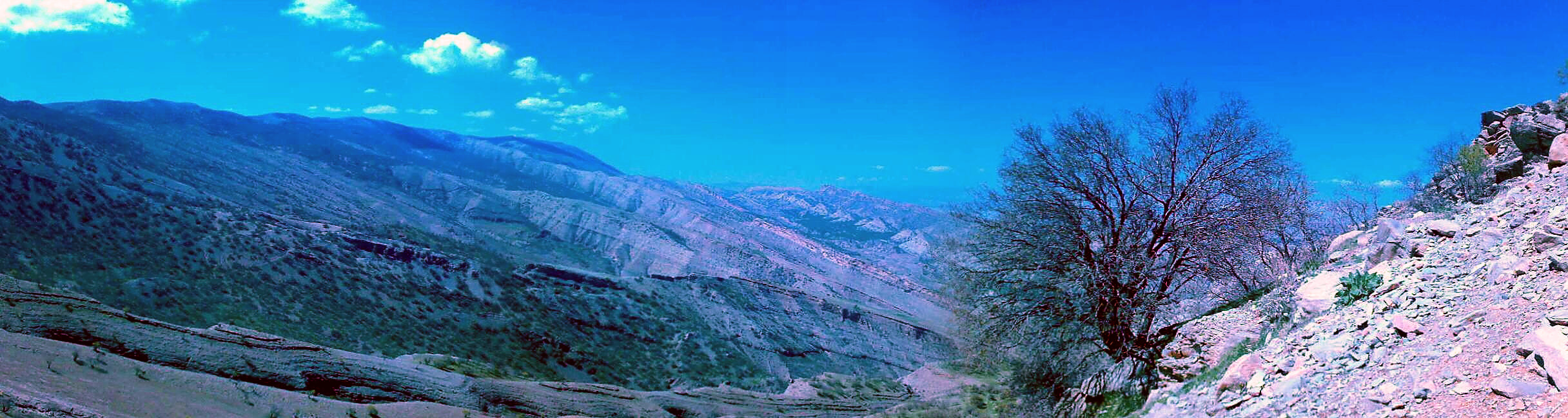
Bergskedjan Kabir Kuh i provinsen Ilam.

### Klimat
Klimatet varierar mellan extrem värme och extrem kyla. I inlandet kan det bli upp emot 50 grader under sommardagarna, men nätterna är svala. I bergstrakterna blir det nedåt −20 grader på vintern, medan det i kustområdena är mildare klimat. Det är vanligt med starka vindar, och i östra Iran blåser 120-dagarsvinden med 45 meter i sekunden på somrarna. Nederbörden är mindre än 300 mm/år i stora delar av landet; endast runt Kaspiska havet och längs de nordvästra gränsområdena regnar och snöar det mer, upp till 2 000 mm/år.[källa behövs]

## Styre och politik

### Författning och styre

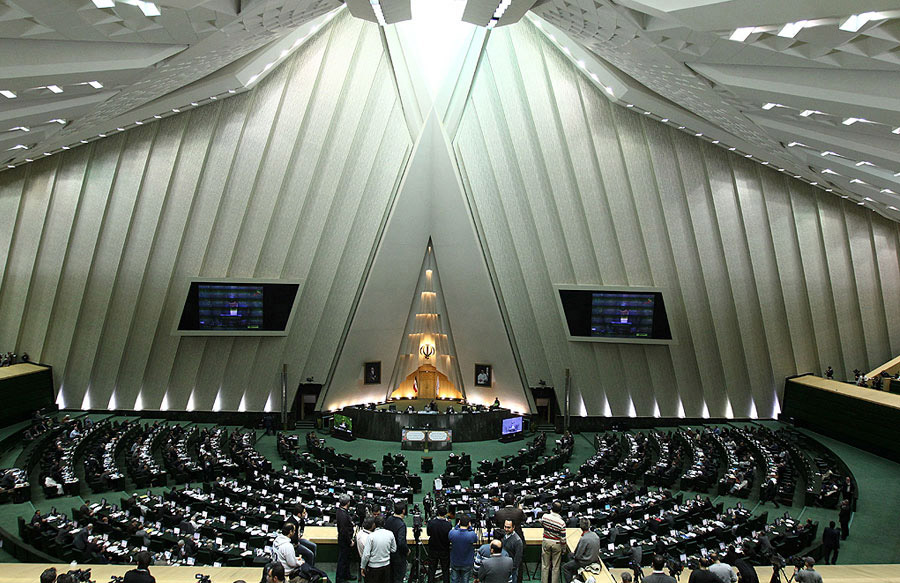
Insidan av Irans parlament.

Den islamiska republiken Irans styrelseskick bygger på den konstitution som antogs 1979 och landet är en teokrati med demokratiska inslag. De demokratiska inslagen består främst av att presidenten, parlamentet och ledamöter till lokala beslutsfattande organ utses i allmänna val. Dessa demokratiska institutioner är dock underordnade de religiösa makthavarna, och framför allt högste ledaren, som inte utses genom demokratiska val och som har närmast oinskränkt makt.
Irans konstitution är grundad på Ruhollah Khomeinis doktrin om velayat-e faqih, (den rättslärdes förmyndarskap). Den yttersta makten i landet har den högste ledaren, (Rahbar), som utses av Expertförsamlingen. Han har övergripande kontroll över landets politiska riktning och han är den högste ledaren för Irans krigsmakt. Dessutom har han enorma befogenheter i att tillsätta landets ledande makthavare, framför allt domstolsväsendets ledare och de sex präster som ingår i Väktarrådet (shura-ye negahban).

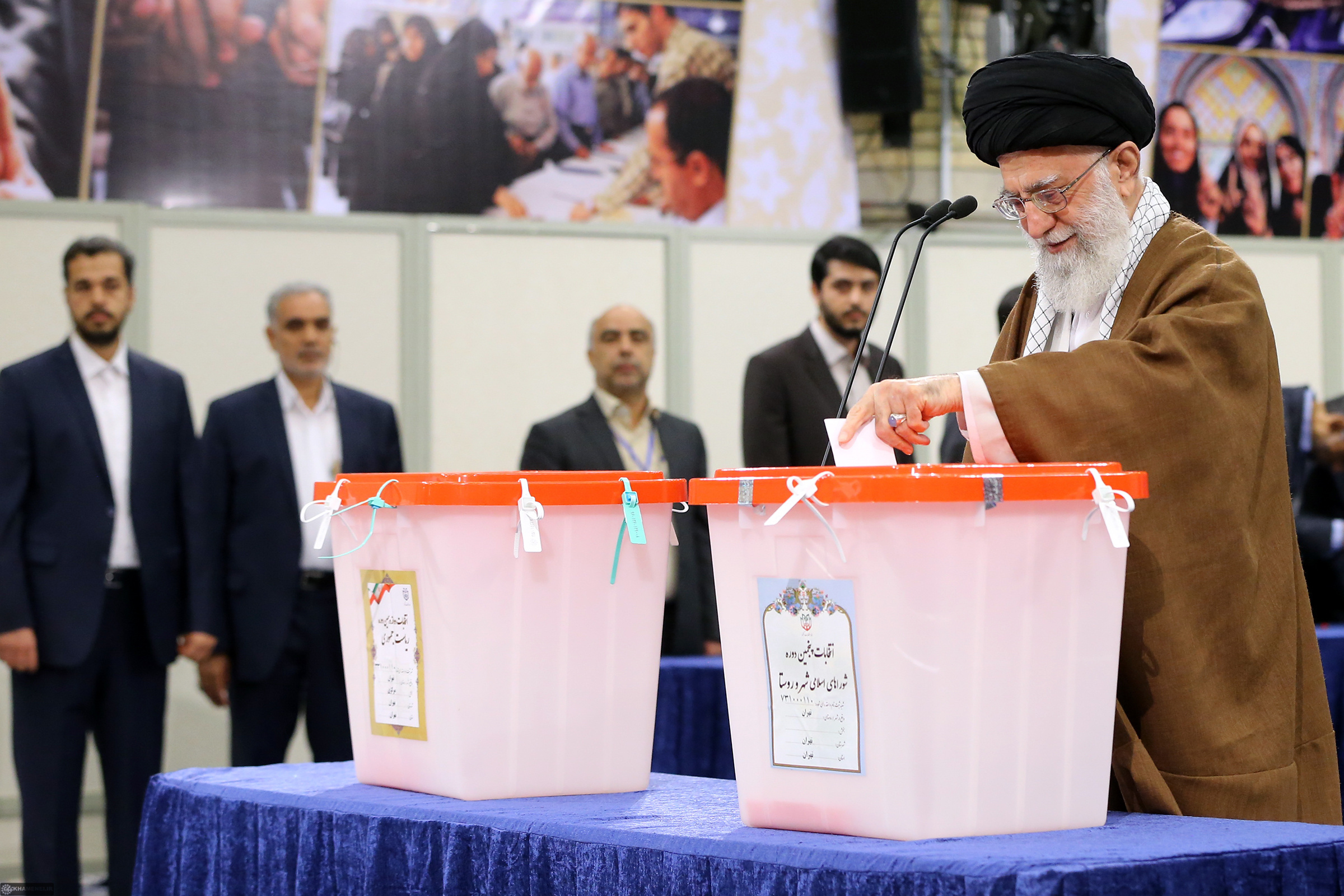
Ayatolla Khamenei röstar under presidentvalet år 2017.

Väktarrådet består av tolv ledamöter, varav hälften utses av parlamentet och hälften av statschefen. Dess uppgift är att se till att landet styrs i enlighet med konstitutionen. Det innebär att Väktarrådet har vetorätt mot de lagar som stiftas av parlamentet, och att det har makten att godkänna eller diskvalificera kandidater i de allmänna valen. De sex ledamöter i Väktarrådet som inte utses av den högste ledaren väljs formellt av parlamentet, men kandidaterna nomineras av chefen för domstolsväsendet, som i sin tur är utsedd av den högste ledaren.
Expertförsamlingen, som utser den högste ledaren och övervakar hans arbete, är folkvalt, men alla kandidater måste godkännas av Väktarrådet.
Folket väljer både parlament och president, och dessa innehar den lagstiftande respektive verkställande makten, om än underställda högste ledarens överhöghet. 
Presidenten väljs i direkta val av folket på en period om fyra år. Unikt för Irans republik är att presidenten är regeringschef men inte statschef, en position som istället innehas av den högste ledaren. Presidenten utser tillsammans med parlamentet sin regering. Får ingen kandidat över 50 procent av rösterna i den första omgången avgörs det mellan de två kandidater som fått flest röster i en andra valomgång. Konstitutionen fastslår att kandidater till presidentposten, förutom att ha blivit godkända av Väktarrådet och högste ledaren, även måste vara from, ha ett fläckfritt förflutet samt tro på den islamiska republikens principer och landets officiella (shiamuslimska) lagskola.
Parlamentet, majlis, väljs av folket i allmänna val till parlamentet. Valsystemet är proportionellt och val sker vart fjärde år. Eftersom Väktarrådet måste godkänna alla kandidater är valet styrt av landets religiösa makthavare. Majlis har en kammare med 290 ledamöter, varav mellan 10 och 20 procent är kvinnor och fem platser är reserverade för religiösa minoriteter (kristna, judar och zoroastrier).
Enligt dagens konstitution har samtliga iranska medborgare (både kvinnor och män) som fyllt 15 år rösträtt. Konstitutionen fastslår att shiaislam är Irans religion. Äldre religioner, som zoroastrism, kristendom och judendom accepteras medan nyare trosinriktningar som bahá'í är förbjudna och förföljs. Sufismen har en stark folklig ställning i Iran men sufier trakasseras regelbundet av myndigheterna och deras samlingsplatser (khaneqah) demoleras eller utsätts för skadegörelse.[källa behövs]

### Administrativ indelning
Iran är på första nivån indelat i 31 provinser (ostan). Dessa är indelade i ett antal shahrestan, vilka närmast kan beskrivas som delprovinser. Dessa är i sin tur indelade i distrikt (bakhsh), som indelas i städer (shahr) och landsbygdsdistrikt (dehestan). Många av de större städerna är indelade i två eller flera administrativa områden.

### Politik
Iran har förbjudit ett stort antal politiska partier, varav många nu verkar i exil. Det största exilpartiet är Irans Konstitutionalistiska Parti (Hezb-e Mashrutekhahan-e Iran) som har sitt högkvarter i Los Angeles och som vill införa sekulär demokrati i Iran. Irans Konstitutionalistiska Parti är i grunden monarkistiskt men vill genom fri folkomröstning att iranska folket ska avgöra om landet ska ha monarki eller republik. Partiet stöds av Reza Pahlavi och flera sekulära författare och samhällsdebattörer (bland annat Dariush Homayun, Shokooh Mirzadegi och Esmail Nuri-'Ala).
Andra partier tillhör olika organisationer med förflutet i revolutionen 1979. Det militanta Mojahedin-e Khalq (Folkets kämpar), Fedayan-e Khalq (Folkets hängivna) och Irans Kommunistiska Parti (Hezb-e Komunist-e Iran) hör till denna kategori. De vill med våld införa någon form av socialistisk republik som styrelseskick i Iran.
Representanter från den iranska oppositionen och civilsamhället utanför Iran möttes under en konferens i Stockholm den 4-5 februari 2012. Konferensen genomfördes under rubriken Unity for democracy in Iran med syfte att möjliggöra för olika delar av oppositionen att mötas och diskutera hur de kan samordna sina ansträngningar för demokrati i Iran, inte minst på grund av valet i mars. Konferensen arrangerades med stöd av Olof Palmes Internationella Center.

### Mänskliga rättigheter
Myndigheterna upprätthåller hårda inskränkningar i yttrande-, förenings- och mötesfriheten. Man fängslar människorättsaktivister. Tortyr och misshandel av fångar förekommer. Iran hör till de länder som tillämpar avrättning, även för personer under 18 år. Iran tillämpar den islamiska strafflagens hudud-straff och qisas. Homosexualitet är olagligt i Iran och straffas med döden. Enligt en rapport från Amnesty år 2017 omfattar kroppsstraffen bland annat piskrapp, amputeringar och tvångsförblindningar. Enligt iransk lag har fler än hundra förseelser piskrapp som påföljd, till exempel stöld, misshandel, vandalism och ärekränkning men även andra gärningar som otrohet eller sexuella relationer mellan ogifta.
Enligt människorättsgruppsdata som undersökts av The Guardian är det bara Kina som avrättar fler dömda än Iran.
Många av de som döms till piskrapp är personer under 35 som bestraffas för att ha ätit offentligt under den islamiska fastemånaden Ramadan.

### Internationella relationer

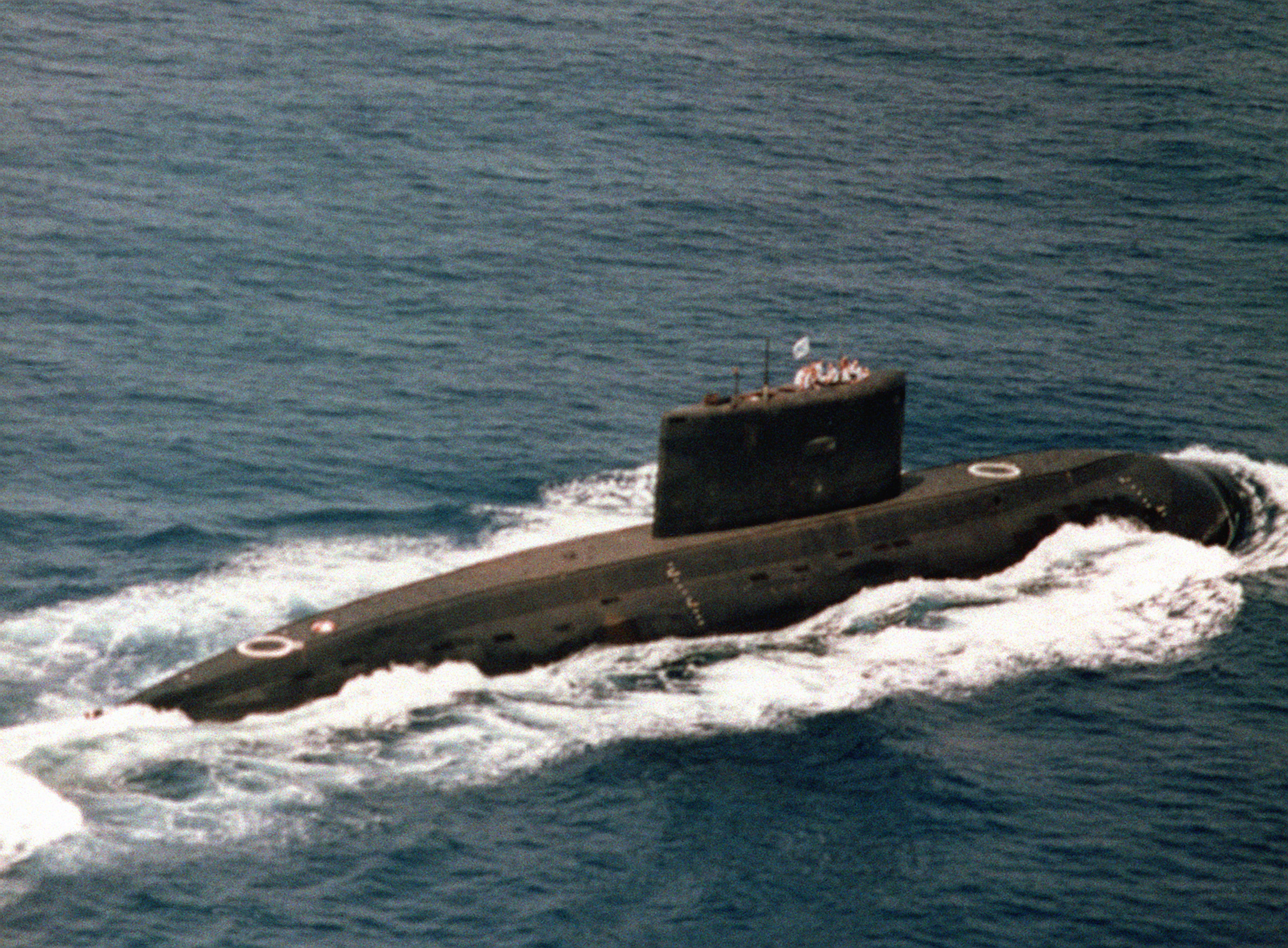
En av Irans tre ubåtar av Kilo-klass.

Irans utrikesrelationer är baserade på två strategiska principer: eliminera yttre påverkan i regionen och omfattande diplomatiska kontakter med utvecklingsländer och alliansfria länder. Iran har diplomatiska förbindelser med nästan varje medlemsstat av Förenta nationerna, med undantag för Israel, som Iran inte erkänner, och USA sedan den iranska revolutionen.
Sedan 2005 har Irans kärnkraftsprogram blivit föremål för kritik från västvärldens håll på grund av misstankar om att Iran skulle använda kunskap från civil kärnteknologi till ett vapenprogram. Detta har lett till FN:s säkerhetsråds beslut att införa sanktioner mot Iran utifrån utvalda företag med anknytning till programmet, för att på så sätt framtvinga deras ekonomiska isolering på den internationella scenen. Förenta staternas Director of National Intelligence sade i februari 2009 att Iran inte kommer att kunna skaffa ett kärnvapen fram till 2013, om Iran valde att utveckla ett. I november 2011 kom en rapport från FN:s Atomorgan rörande Irans kärnkraftsprogram. Myndigheten kunde visa att Iran fortsatt att vapenforska kring sitt kärnkraftsprogram trots att FN trodde att de slutat med denna forskning och utveckling redan 2003. I rapporten framgår det att Iran visserligen upphörde med sina ambitioner 2003, men att det bara handlade om ett kort uppehåll. I rapporten från 2011 kan man finna de hittills starkaste argumenten för att Iran faktiskt håller på att skaffa kärnvapen.

### Försvar

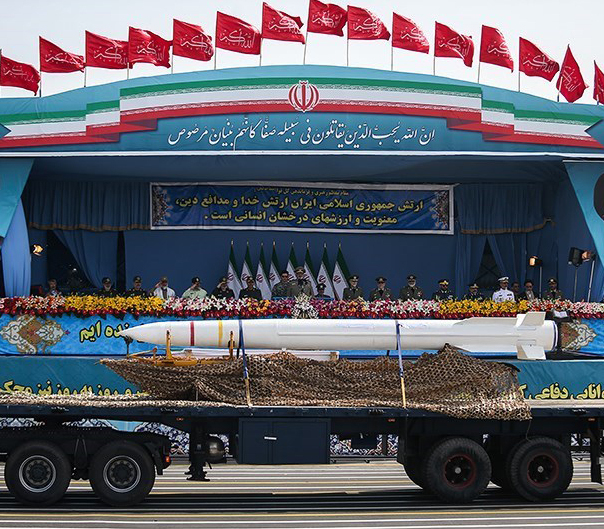
Bavar-373 är ett iranskt långdistans missilsystem.

Iran har två typer av väpnade styrkor: de reguljära styrkorna Islamiska republiken Irans armé, Islamiska republiken Irans flygvapen, Islamiska republiken Irans marin och det islamiska revolutionära gardet, totalt cirka 545 000 aktiva soldater. Iran har även runt 350 000 man i reserv, totalt cirka 900 000 utbildade soldater. Iran har även en paramilitär, frivillig milis inom revolutionsgardet, som kallas Basij och omfattar omkring 90 000 heltidsaktiva uniformerade medlemmar. Upp till 11 miljoner män och kvinnor är medlemmar i Basij, kan inkallas vid behov; GlobalSecurity.org uppskattar att Iran kan mobilisera ”upp till en miljon man”. Detta skulle vara bland de största truppmobiliseringsförmågor i världen. År 2007 utgjorde Irans militära budget 2,6 procent av BNP eller 102 amerikanska dollar per capita, den lägsta siffran bland stater utmed Persiska viken. Irans militärdoktrin bygger på avskräckning.
Sedan den islamiska revolutionen har Iran, för att överkomma FN:s vapenembargo, byggt upp en egen inhemsk rustningsindustri som producerar inhemska stridsvagnar, pansarfordon, robotvapen, ubåtar, militära fordon, sjömålsrobotar, radarsystem, helikoptrar och stridsflygplan. De senaste åren har officiella tillkännagivanden ofta kretsats kring utvecklingen av robotvapen såsom Hoot, Kowsar, Zelzal, Fateh-110, Shahab-3 och Sajjil, samt en arsenal av obemannade luftfarkoster. Fajr-3  är för närvarande Irans mest avancerade ballistiska robot.

## Ekonomi och infrastruktur

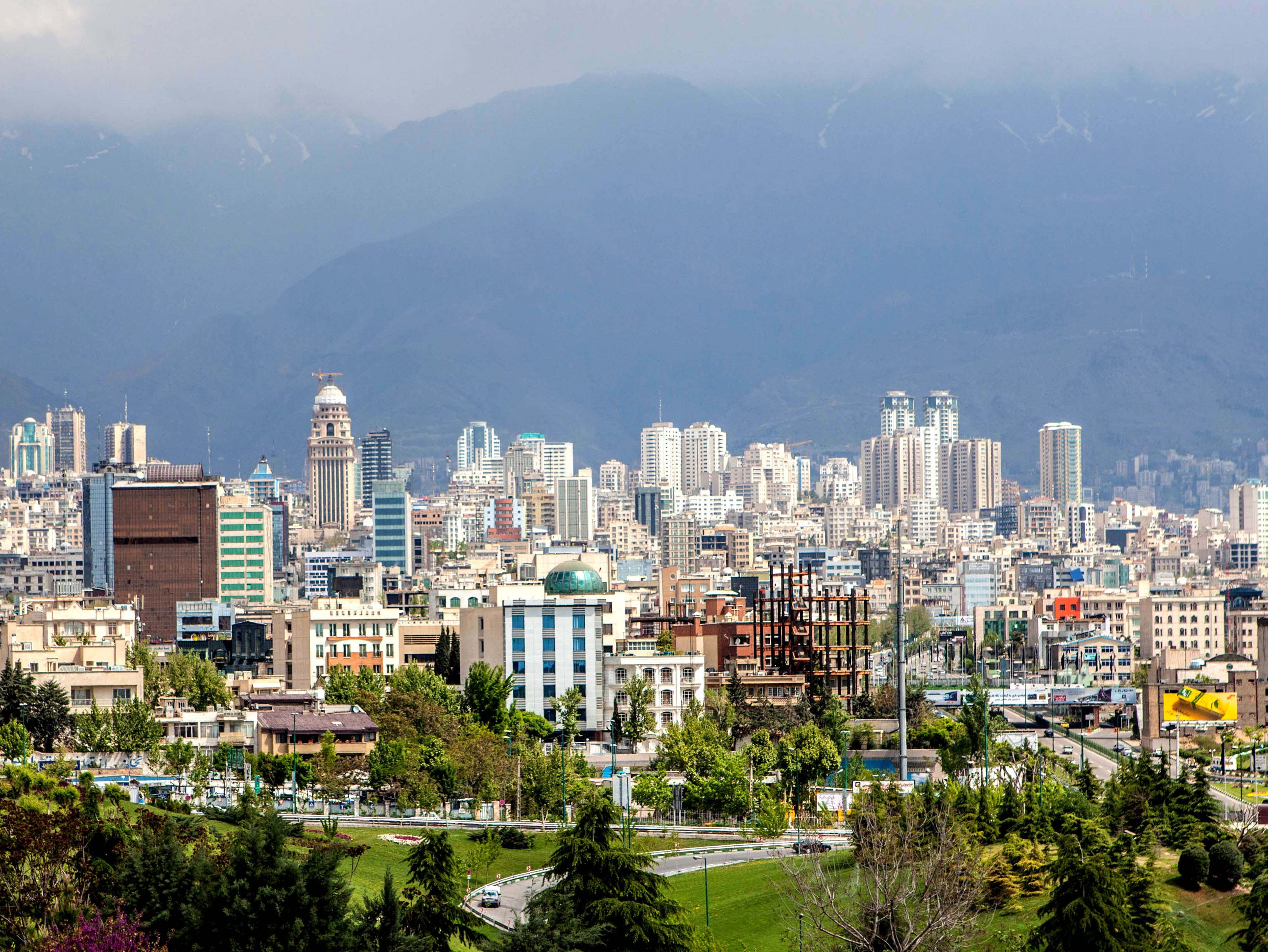
Tehrans provins står för 45% av Irans industrier.

Ekonomin baserar sig på de rika oljetillgångarna som, efter att ha nationaliserats den 15 mars 1951 av premiärminister Mohammad Mosaddegh, svarar för 90 procent av exportinkomsterna. Iran är en av OPEC:s största oljeproducent efter Venezuela och Saudiarabien och den näst största naturgasproducenten i världen efter Ryssland. Den industriella utbyggnaden har hämmats av in- och utrikespolitisk oro. Jordbruket kräver konstbevattning utom vid Kaspiska havet. Vete, ris, korn, socker, bomull och tobak odlas. Antalet får och getter är betydande. Tillverkandet av konsthantverk, i synnerhet mattor, är också viktig näring. Iran är även världsledande inom saffransproduktion; 95 procent av världens saffran kommer från Iran. Viktiga importvaror är tillverkningsvaror, maskindelar och kemikalier.

### Näringsliv
Andel av sysselsättningen i näringsgrenar: jordbruk 33 procent, industri 21 procent, handel och tjänster 46 procent.[när?]

#### Energi och råvaror
Bland naturtillgångar märks petroleum, naturgas, koppar och järn.

### Infrastruktur

#### Utbildning

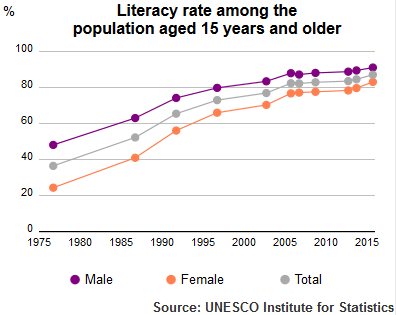
UIS Läskunnighet för Irans vuxna befolkning 1975-2015.

I Iran går de flesta barn i förskola åtminstone ett år, före de börjar skolan och första klass vid sex års ålder. Grundskolan består av två obligatoriska stadier: ett femårigt och ett treårigt stadium. Avslutade studier vid det andra stadiet motsvarar avslutat högstadium i Sverige. I slutet av varje år i grundskolan genomgår eleverna prov som de behöver få godkänt i för att kunna läsa nästa klass.
Från sjunde klass läser alla elever arabiska, och det är även möjligt att läsa engelska. Sedan 2018 finns ett uttryckligt förbud mot att lära sig engelska före sjunde klass, något som motiverades av att det engelska språket ansågs utgöra en "kulturell invasion".
Efter avslutad grundskola kan man läsa tre års gymnasium, vilket ca 80% av de iranska ungdomarna gör. Därefter följer ett års förberedande studier inför högre utbildningar. Innan eleverna har möjlighet att läsa en akademisk, teknisk eller yrkesförberedande utbildning, så behöver de klara av ett examensprov kallat konkoor (från franska concours).
Utbildningssystemet är uppdelat mellan pojkar och flickor för grundskola och gymnasium, men på högskolorna läser studenter av båda könen tillsammans. Läs- och skrivkunnigheten låg 2021 på 88,7%.

## Befolkning

### Demografi

#### Större städer
Beräknad folkmängd 2018.

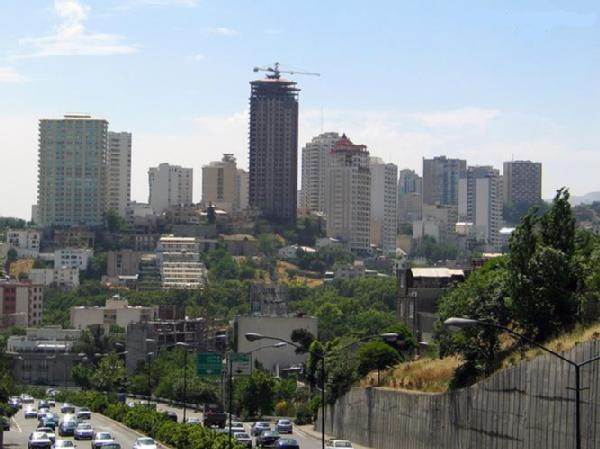
Teheran: 8 895 947
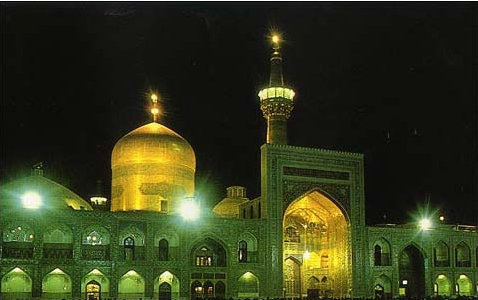
Mashhad: 3 097 062
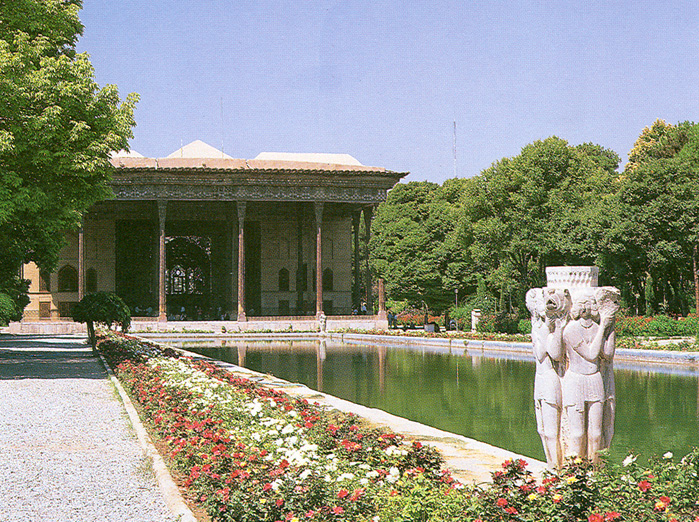
Esfahan: 2 040 574
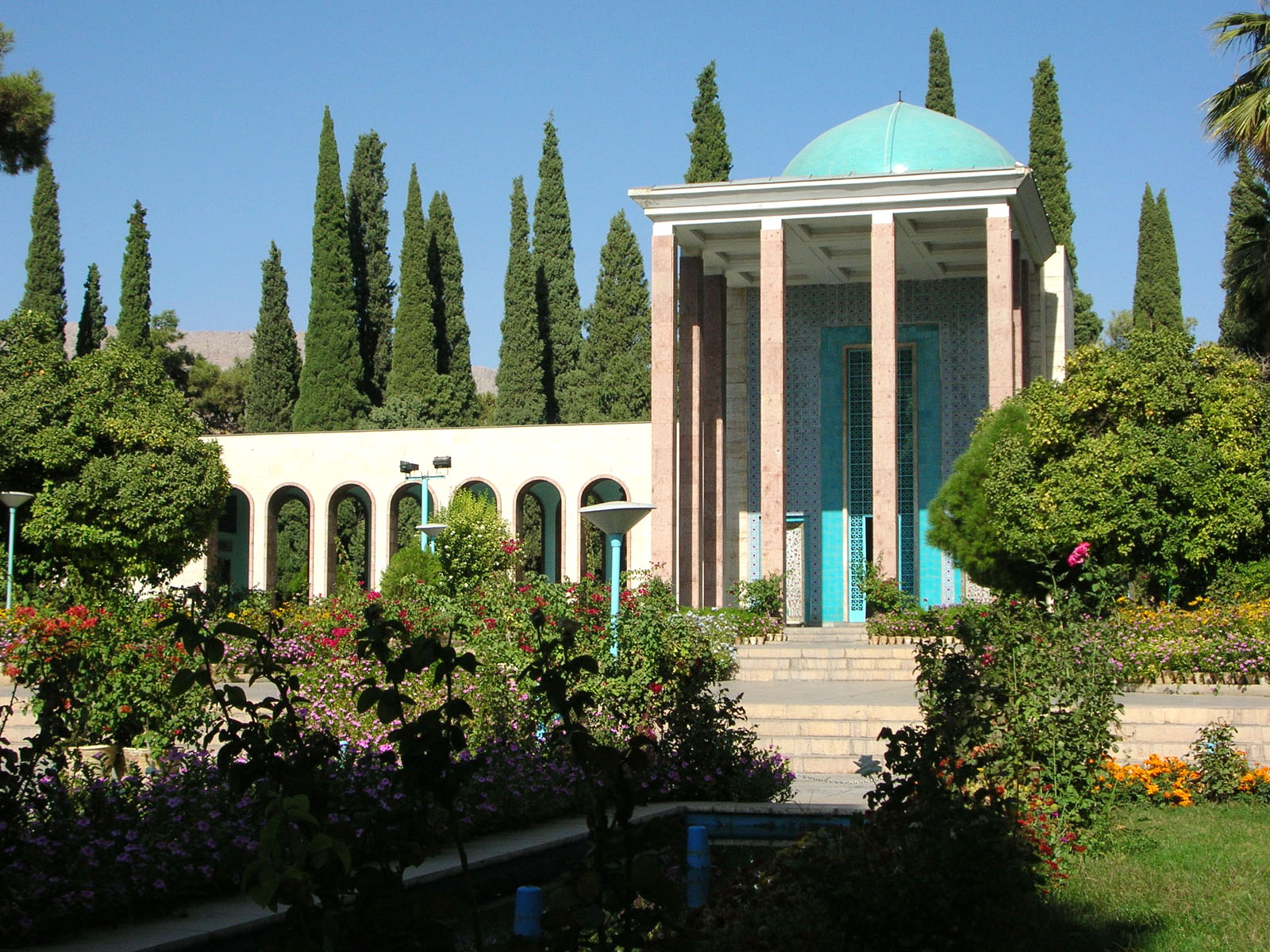
Shiraz: 1 605 027
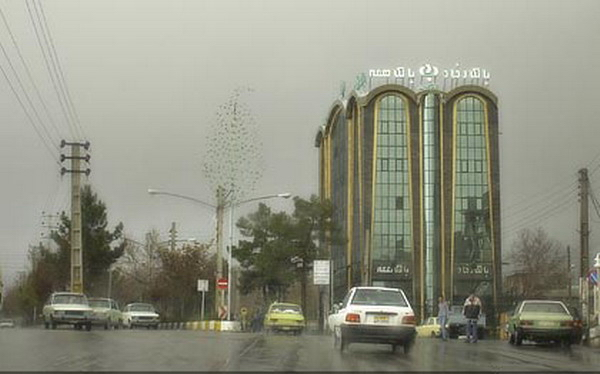
Karaj: 1 584 624
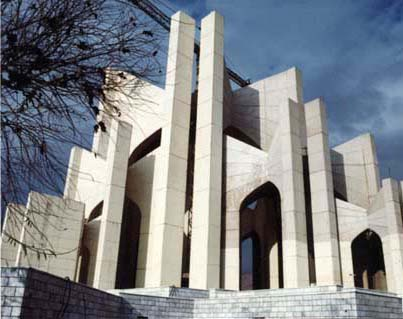
Tabriz: 1 582 206
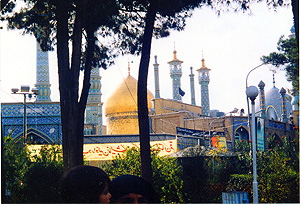
Qom: 1 241 359
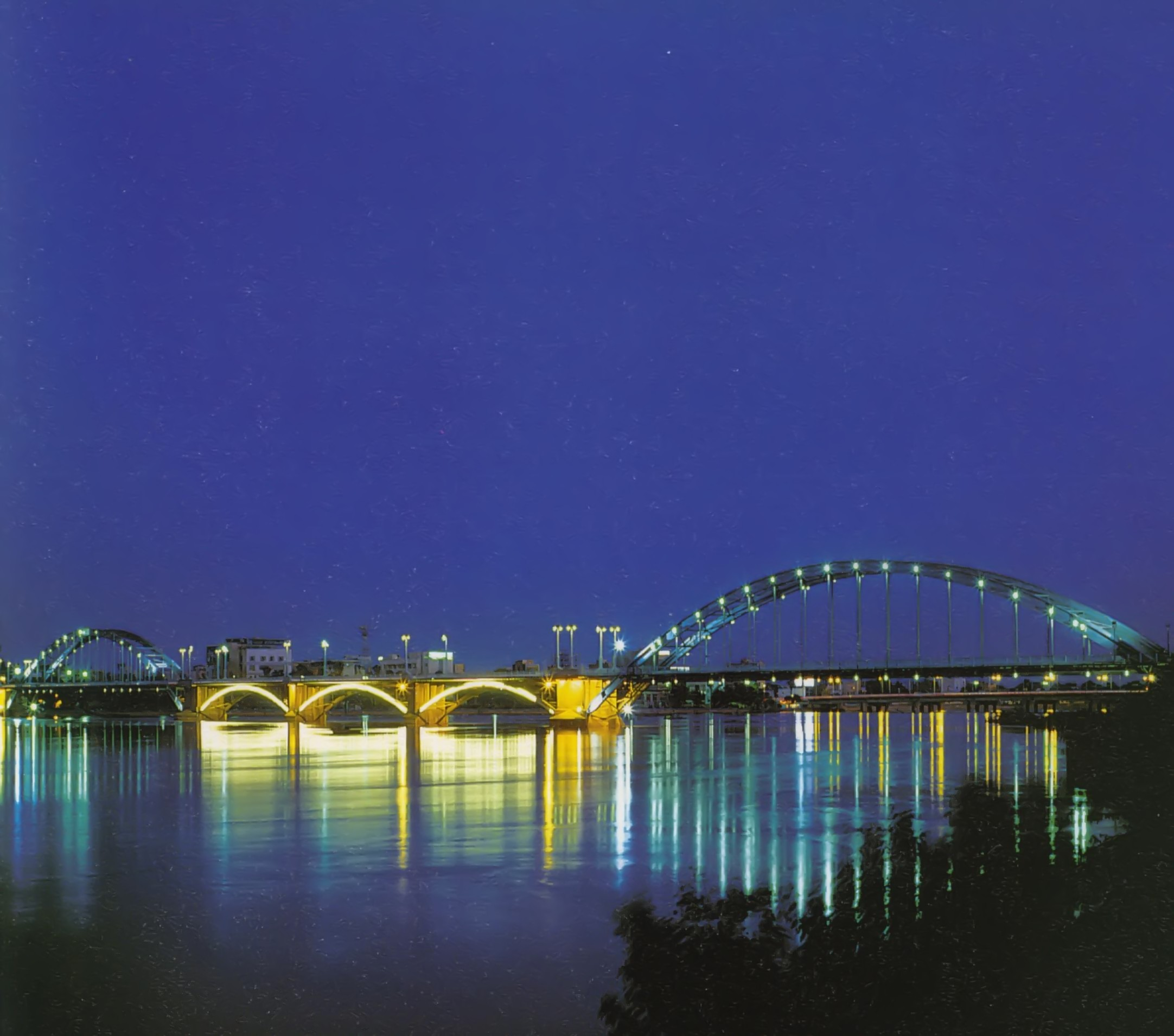
Ahvaz: 1 212 045

#### Minoriteter
Två tredjedelar av Irans befolkning är av indoiranskt eller mer exakt iranskt ursprung. Enligt USA:s kongressbibliotek var (2008)  knappt tre fjärdedelar av befolkningen perser (minst 65 %), det vill säga att de har persiska som förstaspråk. I Iran finns det också azerer (7 %), kurder (6 %) och turkmener i norr och qashqai i Fars (1 %). I provinsen Khuzestan i sydväst är dryga 30 procent av befolkningen araber men araberna utgör bara omkring 1 % av landets befolkning. Andra iransktalande folkgrupper är gilanier och mazarandanier i landets norra delar, lurer (2 %) i Lorestan i väst och balucher (2 %) i sydöstra delen.
Det finns persiska judar och kristna (främst armenier och assyrier) i Irans storstäder, mongoliska aimakstammar i nordöst vid gränsen till Afghanistan samt iranier av afrikanskt ursprung i syd samt iranier med delvis europeiskt ursprung i norr.
Krigen och kriserna i grannlandet Afghanistan har lett till att många flytt därifrån till Iran. År 2024 fanns uppskattningsvis 8 miljoner afghanska medborgare i Iran, med olika typer av tillstånd eller papperslösa. Uppskattningsvis 70 procent av dem var hazarer eller tadzjiker. Många av dem bor i egna enklaver i stora städer som Teheran och  Mashhad. De har begränsad rätt till samhällsservice och har bara rätt att arbeta inom vissa yrken, huvudsakligen lågavlönade, tunga kroppsarbeten.  2024 aviserade Irans ledning att papperslösa invandrare skulle gripas och skickas tillbaka till sitt ursprungsland. Under 2025 har åtgärderna intensifierats och Iran har genomfört storskaliga deportationer av papperslösa afghaner. Den internationella migrationsorganisationen IOM rapporterar att över en miljon deporterats under första halvåret 2025. 6 juni utfärdade Iransk ledning en order att de papperslösa afghanerna skulle arresteras om de inte lämnade landet, vilket ledde till att ungefär 550 000 personer tog sig eller skickades till Afghanistan under den därpå följande månaden.

### Religion

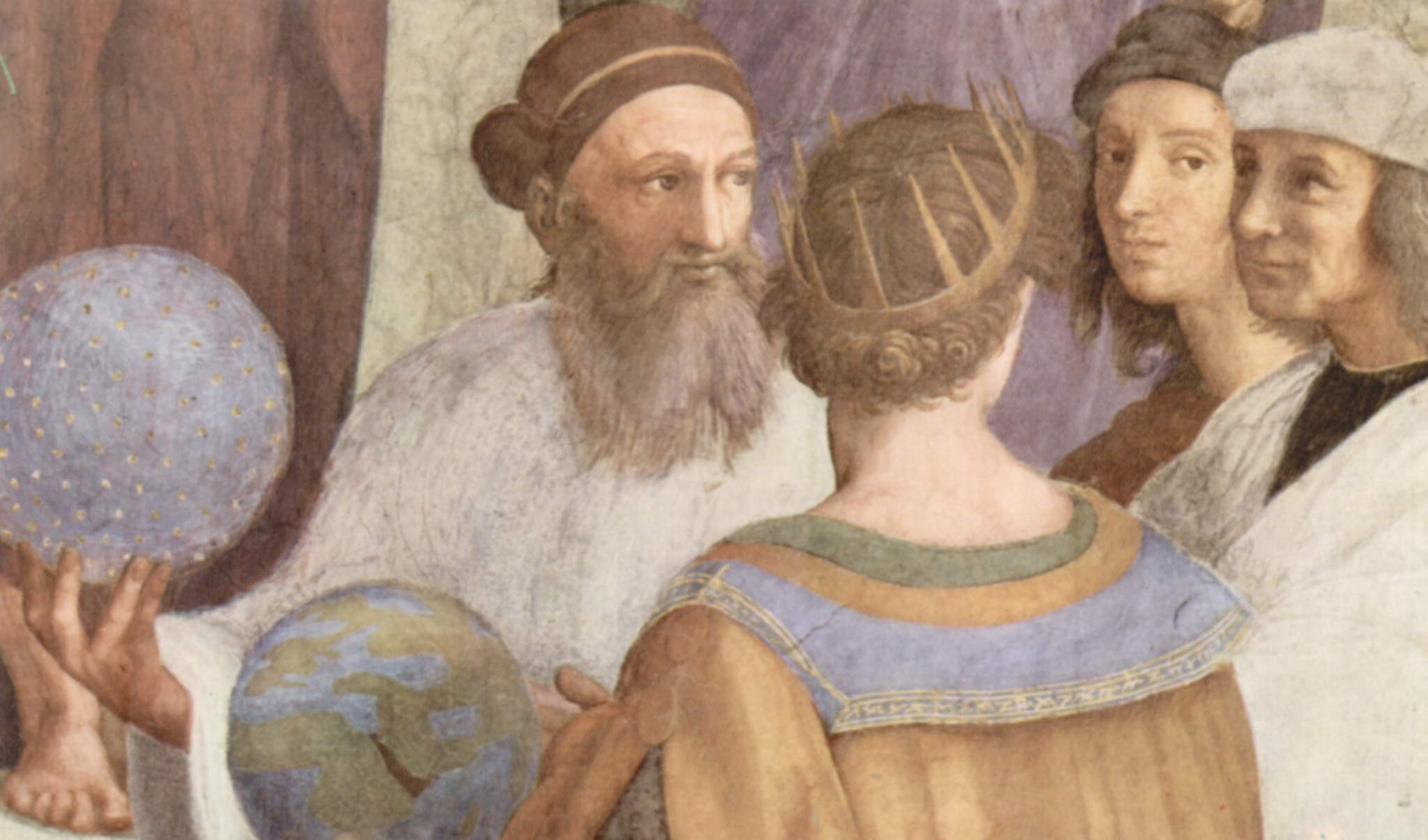
Detalj av Skolan i Aten av Raphael, 1509, med Zarathustra till vänster med en stjärnglob i handen.

Den övervägande delen av Irans befolkning är i dag muslimer tillhörande den shiitiska grenen som också är officiell statsreligion. Av Irans befolkning är omkring en tiondedel sunnimuslimer. Övriga religioner är kristendom (armenier och assyrier), judendom, zoroastrism, bahá'í och mandeism. Religiösa minoriteter är i dag diskriminerade på olika sätt under landets islamiska lagar, till exempel på arbetsmarknaden och inför lagen.
Den judiska diasporan i Iran är en av de äldsta i världen och går tillbaka till 700-talet f.Kr. Flera viktiga gestalter i judisk historia, såsom Nehemja, Esra, Ester och Daniel, levde i Iran under akemenidisk eller parthisk tid. Purimhögtiden har sitt ursprung bland judar i Iran.
Kristendomen var den näst största religionen i det sasanidiska riket och Österns assyriska kyrka hade sitt biskopssäte (katholikos) i Iran.
Filosofen och profeten Zarathustra föddes i östra Iran i mitten av 1000-talet f.Kr. Profeten Mani verkade i det senantika Iran liksom den sociala reformatorn Mazdak.
Under antiken var zoroastrismen Irans statsreligion och större delen av Stor-Iran, eller den iranska världen, var zoroastrisk. Efter den arabiska erövringen på 600-talet förföljdes och diskriminerades zoroastriska bekännare, eldtempel förstördes och på 1000-talet hade större delen av befolkningen övergått till islam. Zoroastrierna flydde till Kina och Indien. I Indien kom dessa persiska flyktingar att kallas parser, det vill säga "perser". Zoroastrismen var från början en missionerande religion, som spreds till breda befolkningsgrupper, men i dag accepteras endast i mycket begränsad omfattning konvertiter till zoroastrismen, och antalet zoroastrier minskar.

### Sociala förhållanden
Enligt FN:s uträkning av Human development index (HDI) ligger Iran på vad som definieras som "hög utvecklingsnivå", vilket är det näst högsta steget. Mellan 1990 och 2022 ökade HDI med 27 %, något som bland annat kunde märkas genom en längre förväntad livslängd och att fler barn gick längre i skolan, vilket ökade den genomsnittliga utbildningsnivån.
Fram till 2013 minskade fattigdomen i landet, men har sedan dess ökat. Covid-19-pandemin - i kombination med sanktioner som infördes i efterspelet av att USA drog sig ur Iranavtalet (Joint Comprehensive Plan of Action) - har under det sena 2010-talet och början av 2020-talet också bidragit till att vända utvecklingen mot försämrade sociala förhållanden. Före sanktionerna låg fattigdomen på ungefär 14%, för att sedan öka till 20% år 2021.

## Kultur

### Konstarter

#### Bildkonst
Iran är berömt för sitt konsthantverk, miniatyrmålning, kalligrafi och mattillverkning. De persiska mattorna är högt värderade på världsmarknaden.

#### Litteratur

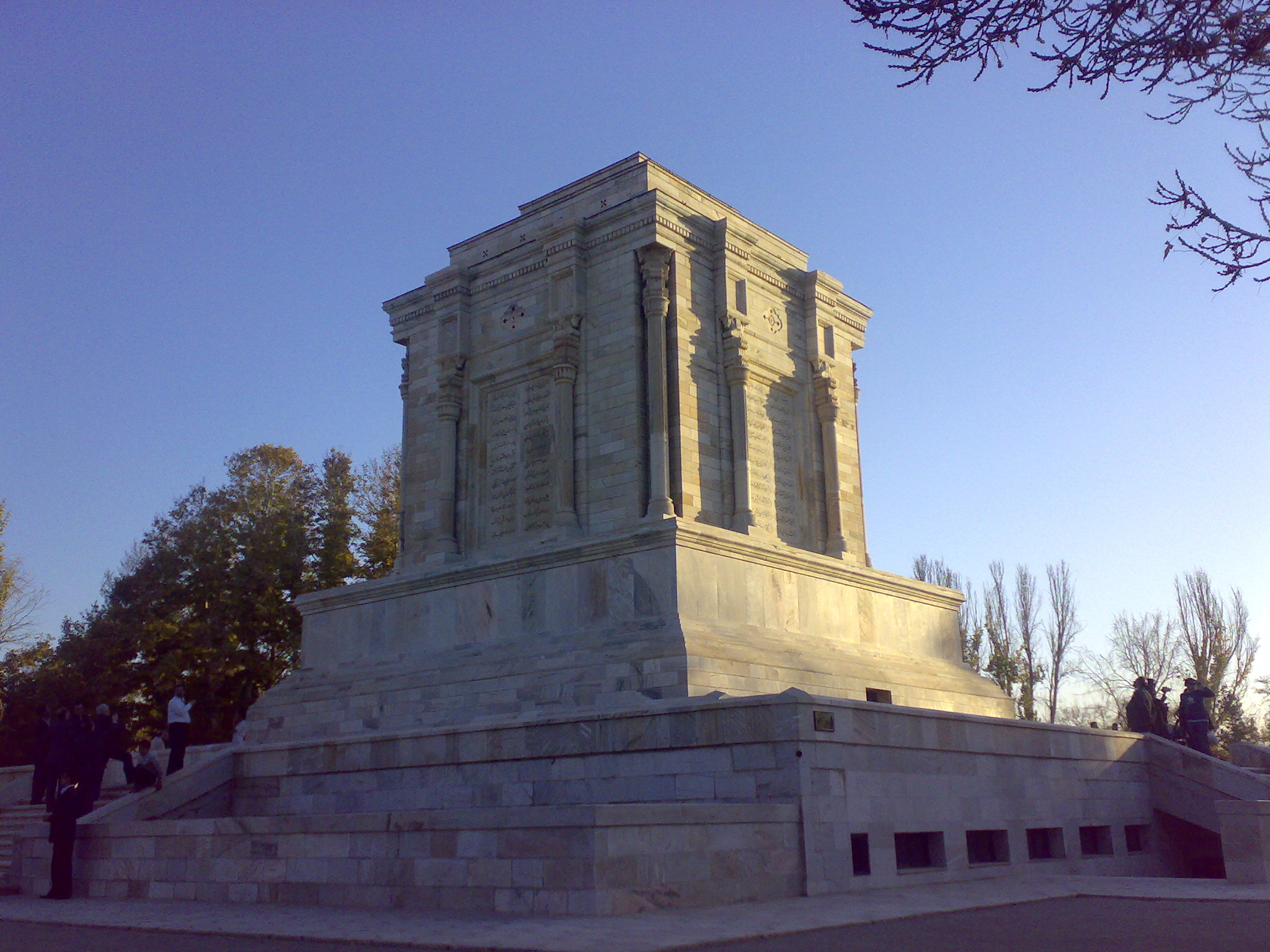
Ferdousis grav i staden Tus i Iran.

#### Arkitektur
Irans arkitektur är präglad av mångfaldiga influenser från olika epoker. Den inkluderar antika monument som Persepolis och karakteristiska religiösa byggnader med kupolformade tak och keramiska mönster, medan moderna strukturer, så som Azaditornet och Tabiat Bridge, är starkt inspirerade av västerländsk arkitektur. Traditionella iranska bostadshus visar på anpassning till klimat och geografi med vindskydd och bevattningssystem.

#### Film
Iransk film har nått långt utanför landets gränser med regissörer, såsom Abbas Kiarostami, Jafar Panahi och Asghar Farhadi, vilka tilldelats flera internationella priser för sina alster. Vid Oscarsgalan 2017 vann Farhadi priset i kategorin för Bästa icke-engelskspråkiga film.
Fajr filmfestival är Irans viktigaste filmfestival och hålls årligen i huvudstaden Teheran. 

### Traditioner

#### Helgdagar och högtider

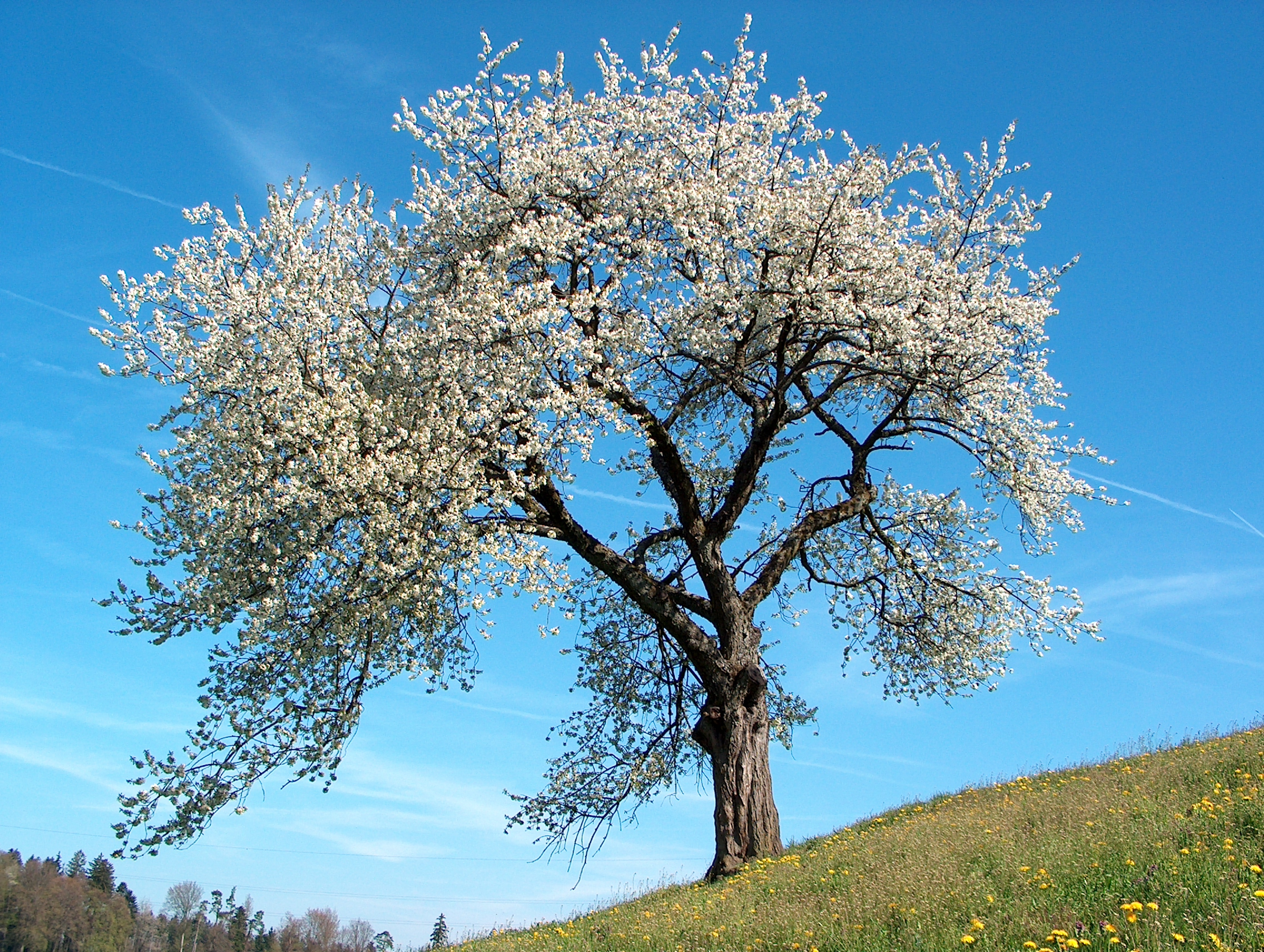
Nouruz symboliserar livets pånyttfödelse.

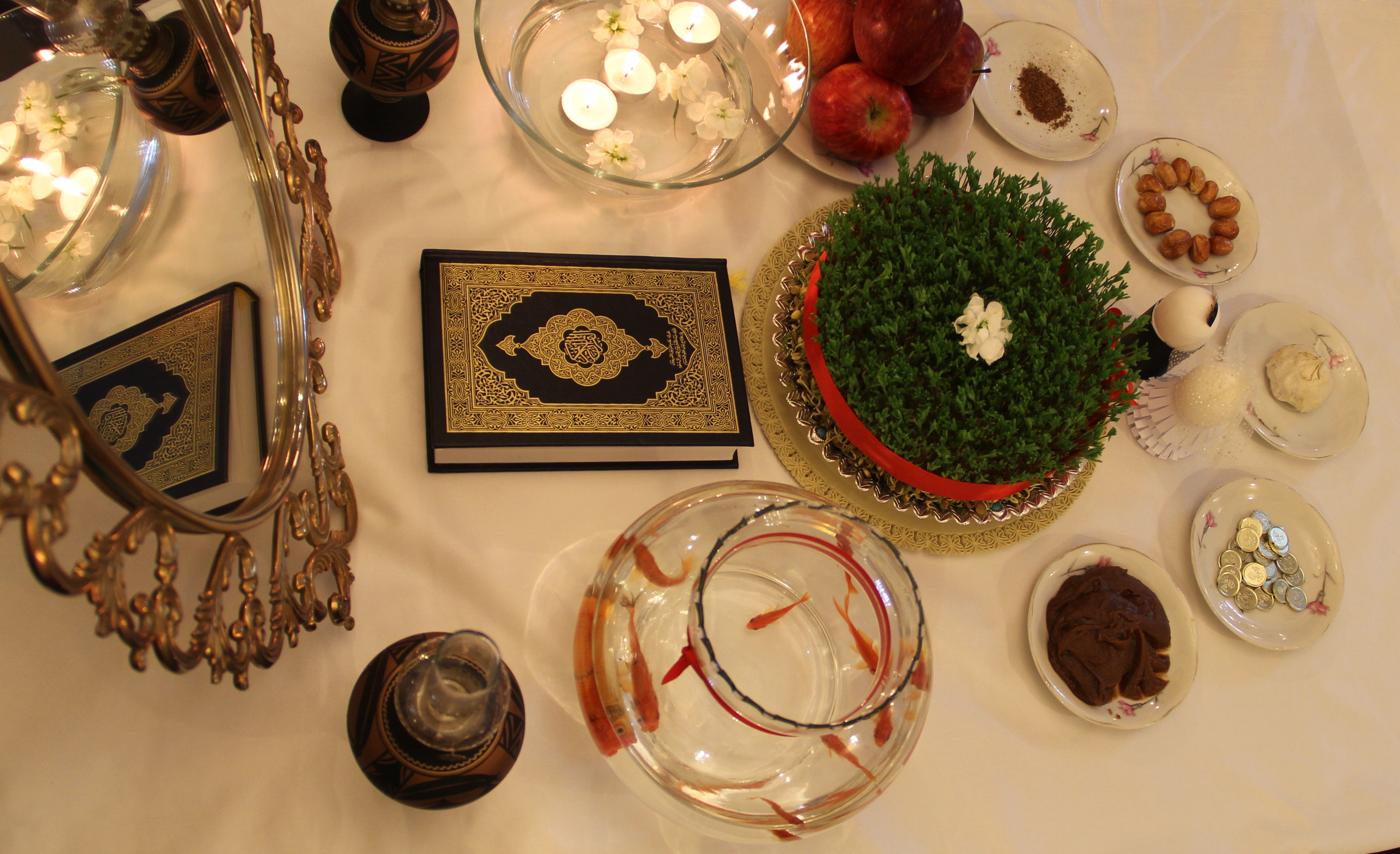
Nyårsduken Haftsin.

Den viktigaste högtiden på det iranska året är nyårsdagen Nouruz (nou betyder ny på persiska och ruz betyder dag). Den är ursprungligen en zoroastrisk högtid som firas på vårdagjämningen. 
Till Nouruz dukar man en nyårsduk, en s.k. Haftsin (haft betyder sju på persiska, och sin motsvarar bokstaven s). Där ingår sju saker som alla börjar på s på persiska, och är till för att fira den zoroastriska guden Ahura Mazdas sjufaldiga identitet:
- Samanu (söt pudding), representerar det söta i livet.
- Senjed (frukt från lotusträd), representerar kärleken (har afrodisiakisk effekt enligt mytologin).
- Sir (vitlök), representerar medicin.
- Sib (äpple), representerar hälsa och skönhet.
- Sekeh (mynt), representerar pengar, att familjen ska ha bra inkomst.
- Sonbol (hyacint), representerar våren, det är en symbol för att våren har kommit.
- Sabzeh (groddar), representerar födelsen.

På bordet brukar man även placera Hafez diktsamling. Andra har Zend-Avesta (Zend betyder översättning på språket pahlavi), som är en översättning från avestiska till det medeliranska språket pahlavi. Vissa använder även koranen. Man dukar även med ägg (representerar födelsen) som gärna målas röda, gröna och gula; en guldfisk i en skål; många ljus; samt speglar. Solen, ljuset, och eld har en central roll i zoroastrismen (därav kallas de ibland felaktigt för elddyrkare), likaså speglar som står för självreflektion och reflekterar ljuset från ljusen.
Natten mot sista onsdagen innan Nouruz firar man Chaharshanbe suri (Chaharshanbe suri betyder röd onsdag på persiska). Man tänder brasor och hoppar över elden samtidigt som man säger ”Sorkhi to az man, zardi man az to”, vilket fritt översatt betyder att ”Ge mig din värme och ta min blekhet”. Ramsans mytologiska innebörd är att elden botar sjukdomar. Vördnaden av ljuset och elden spelar stor roll i zoroastrismen.
Under Nouruz förekommer också en tradition som heter falgosh (fal betyder sia/förutspå och gosh betyder öron), som utövas av barn och ungdomar. Detta går ut på att man ställer sig i ett gathörn, eller bakom en mur, och frågar sig tyst något om framtiden och inväntar första förbipasserande som talar, och tolkar utifrån deras konversation svaret på frågan.

#### Matkultur
Det iranska köket, med anor i över två årtusenden, kännetecknas av rika smaker och kryddor som saffran och gurkmeja. Ris är basfödan och serveras ofta med örter, nötter eller bär. Lamm är det vanligaste köttet, medan rätter som chelo kabab och ghormeh sabzi är särskilt populära. Yoghurtsåser, färska grönsaker och frukt kompletterar måltiderna, medan te och bakverk avrundar dem. Traditionella smaker som rosenvatten och pistagenötter har spridits globalt och påverkat många kök.

#### Kultursymboler

Lejonet och solen är en av Irans nationalsymboler och prydde landets flagga fram till Iranska revolutionen 1979.

Irans statsvapen var tidigare Lejonet och solen, men det ändrades efter revolutionen 1979 till det stiliserade "Allah" som återfinns på flaggan idag. Lejonet och solen har sina rötter i akemenidisk tid men användes för första gången i sin moderna variant av safaviderna.
Andra exempel på kultursymboler är Irans historiska riksbaner 
Derafsh Kaviani och Farvahar.

### Sport
Brädspelet backgammon uppfanns av persern Bozorgmehr Bokhtagan under antiken. Det finns även mycket som tyder på att schack uppfanns i Iran även om detta är omtvistat.

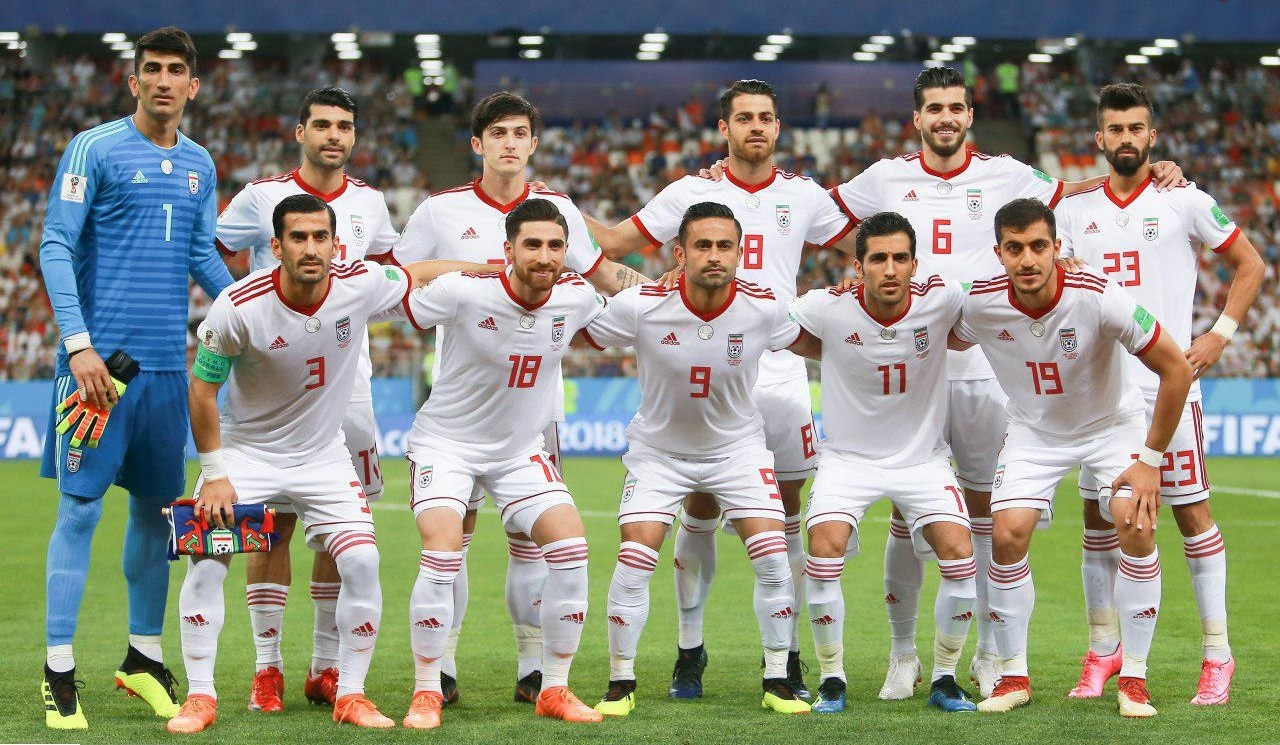
Irans herrlag i fotboll under en match mot Portugal i VM 2018.

Brottning (fristil) har länge varit Irans starka sport. Till de största brottarna under 1900-talet hör Gholamreza Takhti (Jahân-pahlavân) och Mohammad Ali Fardin. På senare tid har landet även haft framgångar i tyngdlyftning. Hossein Rezazadeh, känd som världens starkaste man, har varit världens bästa tyngdlyftare i tungviktsklassen i mer än 6 år.
Irans herrlandslag i fotboll har kvalificerat sig för VM 5 gånger (1978, 1998, 2006, 2014, 2018). Iran vann även Asiatiska Mästerskapen tre gånger mellan 1968 och 1976, men har inte lyckats göra om detta efter revolutionen. Iran har många kända spelare, både på hemmaplan och utomlands. 
Iran har även haft stor framgång i kampsporten Taekwondo, och kommit på första plats tre OS i rad, och har även tidigare fått ett stort antal vinster. I andra kampsportsgrenar, som karate (shotokan-stilen), har till exempel den iranske fightern Farzad Forouzan nu vunnit flera år i rad. Det finns även persisk Kungfu-stil som kallas Kung fu toa.

## Internationella rankningar
| Organisation                                | Undersökning                   | Rankning   |
| ------------------------------------------- | ------------------------------ | ---------- |
| Heritage Foundation/The Wall Street Journal | Index of Economic Freedom 2019 | 155 av 180 |
| Reportrar utan gränser                      | Pressfrihetsindex 2019         | 170 av 180 |
| Transparency International                  | Korruptionsindex 2018          | 138 av 180 |
| FN:s utvecklingsprogram                     | Human Development Index 2018   | 65 av 189  |